# Wangerooge
| Stadtfläche Hellerfläche |  | Dünen Strand |

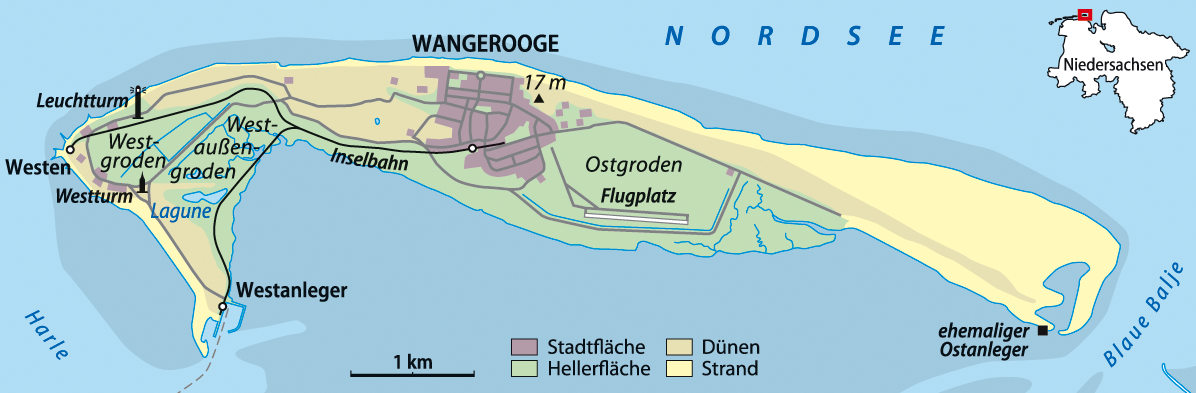
Übersichtskarte der Insel Wangerooge
----

Lage von Wangerooge (im Nordosten) innerhalb der Ostfriesischen Inseln

Wangerooge (früher und niederdeutsch Wangeroog; korrekte Aussprache „Wanger-ooge“) ist eine Düneninsel im niedersächsischen Wattenmeer innerhalb des gleichnamigen Nationalparks. Sie ist die östlichste der sieben bewohnten Ostfriesischen Inseln und mit 7,94 Quadratkilometern Fläche das zweitkleinste bewohnte Eiland dieser Gruppe. Wangerooge gehörte als einzige der bewohnten ostfriesischen Inseln nicht zum historischen Territorium der Grafschaft Ostfriesland, sondern ist historisch Teil der ehemaligen Herrschaft Jever gewesen und somit Teil der friesischen Gebiete des Großherzogtums Oldenburg bzw. des späteren Landes Oldenburg.
Zentraler Wirtschaftsfaktor der autofreien Insel ist der Tourismus. Außerdem ist sie Nordseeheilbad. Die Gemeinde Wangerooge ist eine Einheitsgemeinde im Landkreis Friesland in Niedersachsen und hat gut 1200 Einwohner. Zur politischen Gemeinde gehört auch die unbewohnte Nachbarinsel Minsener Oog.

## Geografie

### Lage

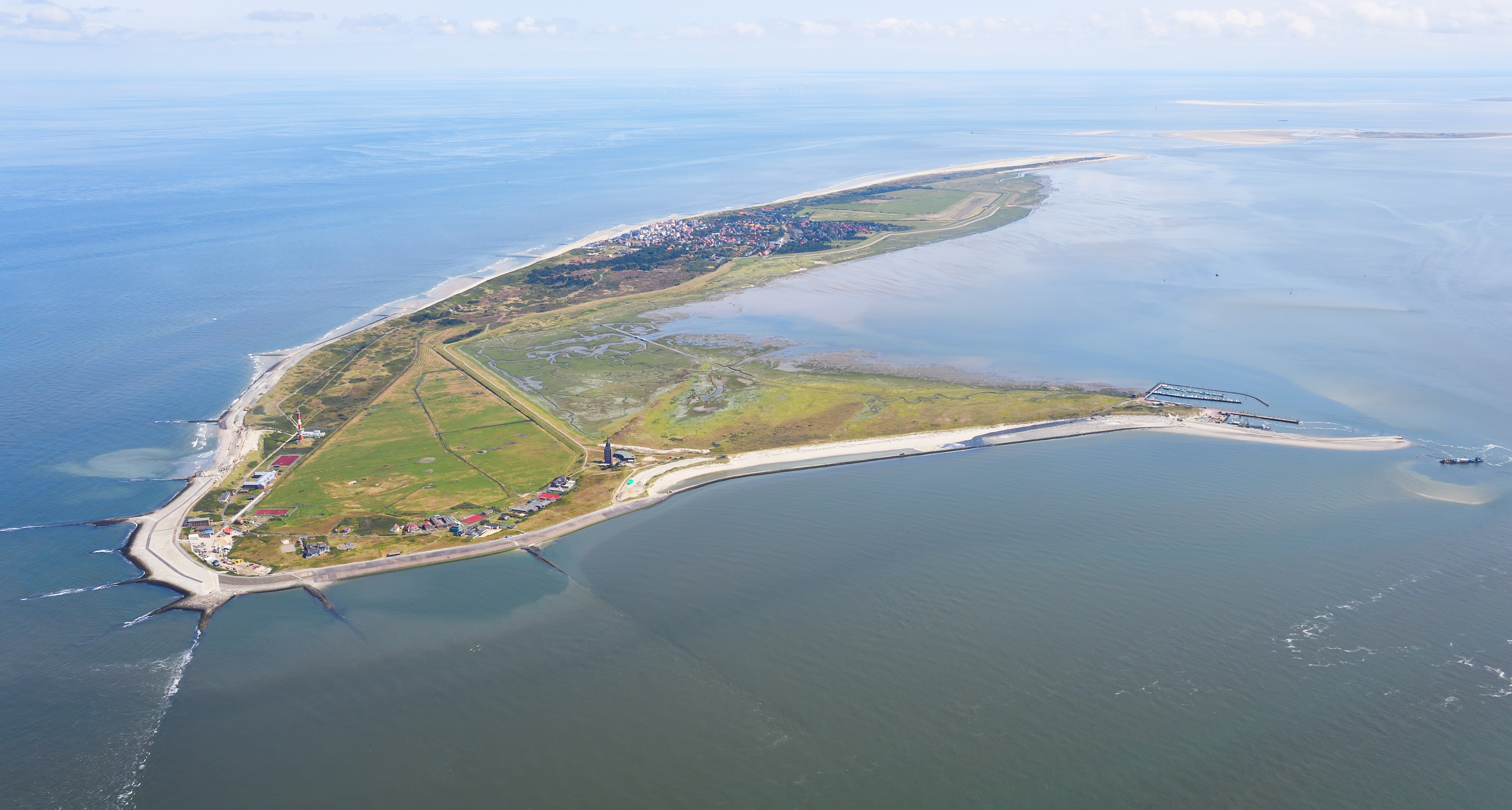
Wangerooge von Westen aus der Luft gesehen

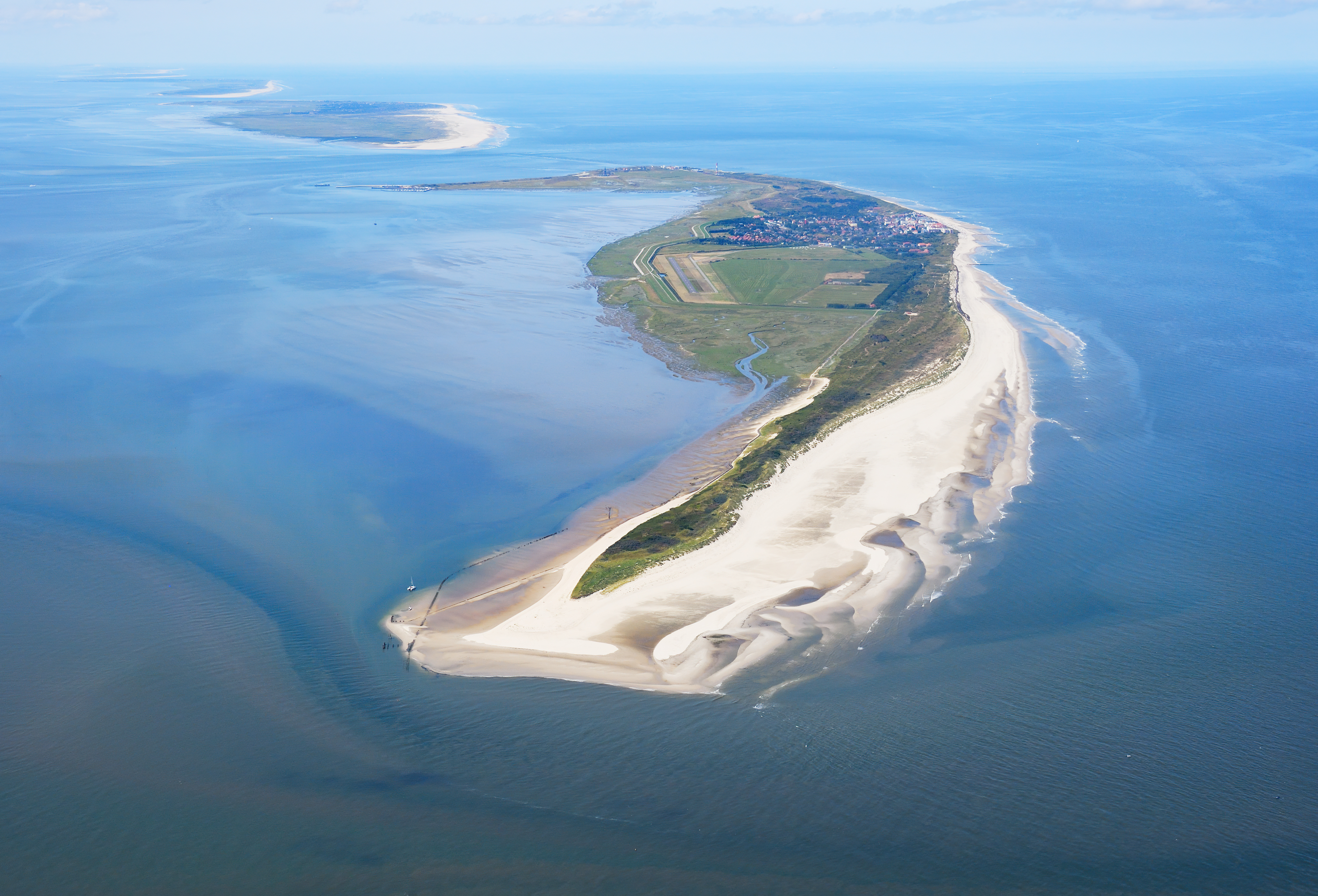
Wie bei den anderen Ostfriesischen Inseln finden sich große Sandanlagerungsflächen am Ostende

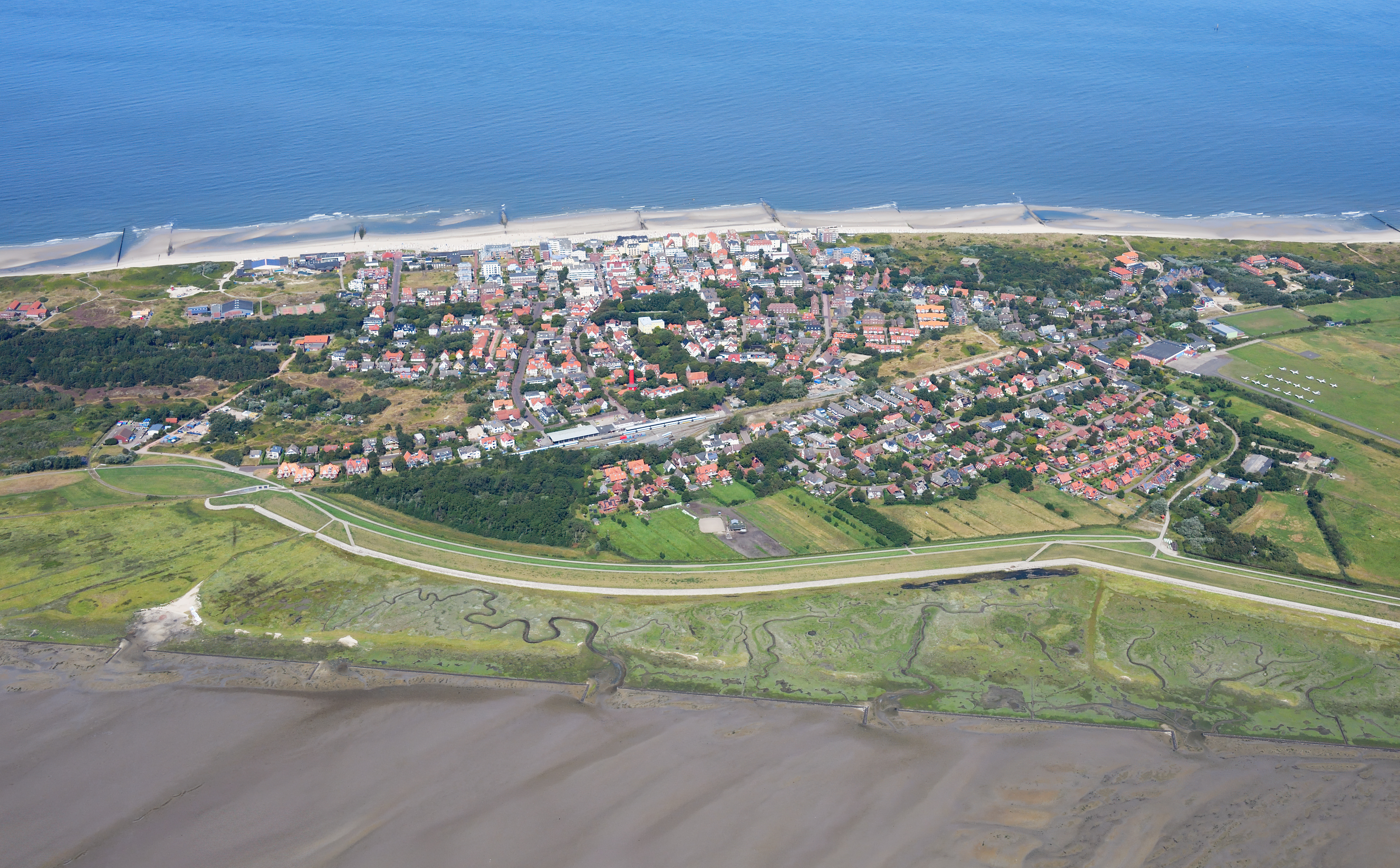
Der Ort Wangerooge von Süden aus der Luft gesehen

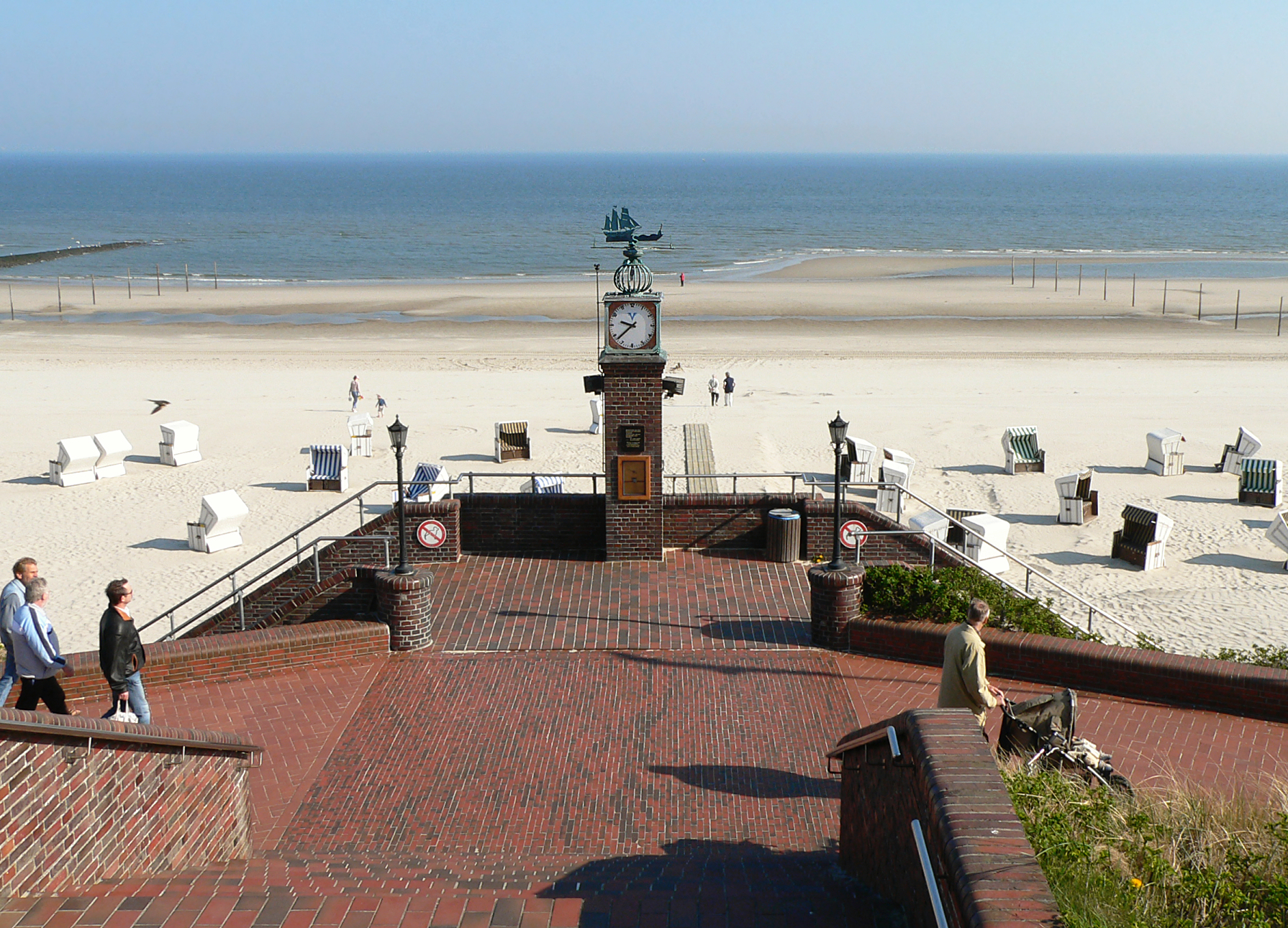
Blick von der Strandpromenade auf den Hauptstrand

Wangerooge ist eine deutsche Insel in der südlichen Nordsee. Sie ist die östlichste der sieben bewohnten ostfriesischen Inseln. Die Insel erstreckt sich in Ost-West-Richtung über 8,5 Kilometer Länge. Die Nord-Süd-Ausdehnung beträgt maximal 2,2 Kilometer im Westteil, auf Höhe des Ortes 1,2 Kilometer. Die Entfernung zum Festland beträgt sieben Kilometer. Westlich von Wangerooge, getrennt durch das Seegatt der Harle, liegt zwei Kilometer entfernt das Ostende von Spiekeroog. Zwei Kilometer ostsüdöstlich, getrennt durch das Seegatt der Blauen Balje, beginnt die Insel Minsener Oog. An der Nordseite erstreckt sich ein etwa 100 Meter breiter und drei Kilometer langer Sandstrand. Im Osten geht er in ein 500 Meter breites und drei Kilometer langes Feld mit Sandablagerungen über. Im Westen der Insel bestehen zwei weitere Strände von einem halben und einem Kilometer Länge. Südlich der Insel liegt das Wattenmeer, das ebenso wie die Inseln zum Nationalpark Niedersächsisches Wattenmeer gehört und bei Niedrigwasser weitgehend trockenfällt. Unter der Insel findet sich in etwa 15 Metern Tiefe die Geestbasis. Die höchste Erhebung der Insel ist die Aussichts-Düne mit 17 m ü. NHN; auf ihr ist 1990 eine Aussichtsplattform eingerichtet worden. Die übrigen Sanddünen erreichen Höhen von bis zu 12 Metern.

### Fläche
Mit einer Fläche von 7,94 Quadratkilometern (2008) ist Wangerooge nach Baltrum das zweitkleinste Eiland der bewohnten ostfriesischen Inseln, gelegentlich werden auch größere Flächenwerte (bis 8,5 Quadratkilometer) angegeben. Bei höheren Angaben sind Strandgebiete zugerechnet, die unterhalb der mittleren Tidehochwasserlinie (MTHW) liegen. Diese werden regelmäßig vom Meerwasser der Nordsee überspült und gelten daher nicht als Landgebiete. Da ein Teil der Landfläche (2,97 Quadratkilometer) als Teil einer Bundeswasserstraße nicht inkommunalisiert ist, umfasst die Fläche der Gemeinde Wangerooge nur 4,97 Quadratkilometer.

### Bevölkerung
Die fortgeschriebene Bevölkerungszahl zum Stichtag 31. Dezember 2011 auf der Basis der letzten Volkszählung vom 25. Mai 1987 betrug 868 Einwohner. Dieser Wert musste aufgrund der Volkszählung Zensus 2011 korrigiert werden: Zum Stichtag 9. Mai 2011 hatte die Insel demnach 1278 oder 1311 Einwohner. Die ungewöhnlich starke Korrektur um 47,2 % war der höchste Wert in Deutschland für eine Gemeinde dieser Größenordnung. Höhere prozentuale Korrekturwerte hatten unter allen Gemeinden Deutschlands nur fünf sehr kleine Gemeinden zwischen 23 und 203 Einwohner des Landes Rheinland-Pfalz sowie die Hallig Gröde.

### Landschaften

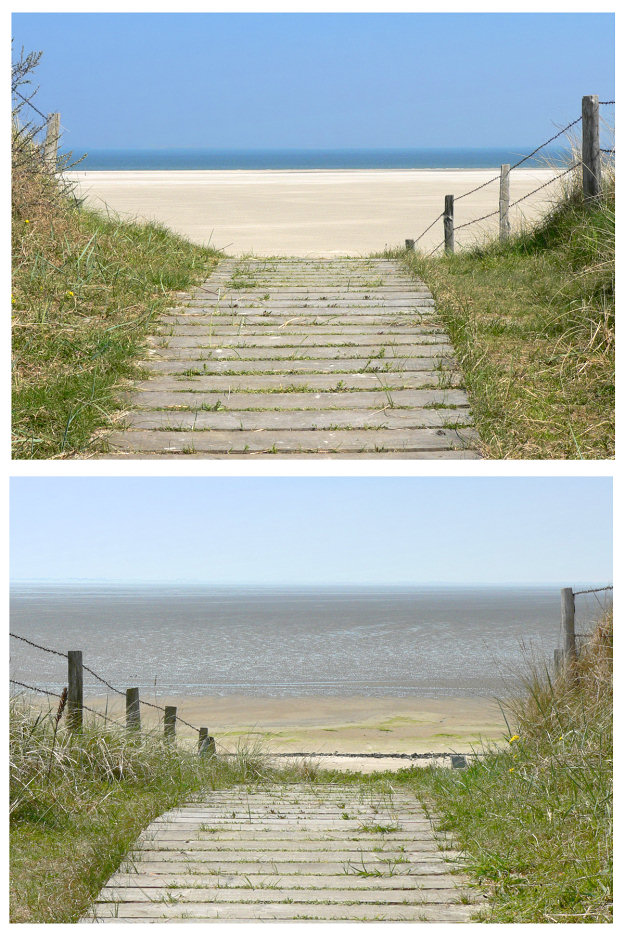
Meer- und Strandseite (oben) und Wattseite (unten) in den Ostdünen

Wangerooge besteht aus den Landschaftsarten:
- Strand (2,5 Quadratkilometer)
- Dünen auf elf km Länge (1,7 Quadratkilometer) und Deichen auf sechs km Länge
- Außengroden als Salzwiese (etwa 2,1 Quadratkilometer)
- Innengroden als Marsch (etwa 2,1 Quadratkilometer) mit:
  - Westgroden mit Weide (47 Hektar)
  - Dorfgroden mit dem Inseldorf (20 Hektar)
  - Ostgroden mit Weide und Flugplatz (100 Hektar).

Im Westaußengroden gibt es einen Salzwassersee, der Lagune genannt wird. Er entstand 1912 beim Ausheben von Sand und Schlick zum Deichbau (Westgrodendeich). Der seichte See hat sich zur Raststätte für Seevögel entwickelt.
In früheren Jahrhunderten scheint das Watt zwischen Insel und Festland flacher gewesen zu sein. Schon aus dem 15. Jahrhundert wird berichtet, dass der Herr von Jever Tanno Duren mit Pferd und Wagen auf die Insel gefahren sei. Im 18. Jahrhundert bestand ein Weg zwischen Minsen und Wangerooge, Strick-Pad genannt (zum Teil mit Wasser bestrichener Pfad), der als Fußweg benutzt wurde; auch Vieh wurde hier hinüber getrieben.

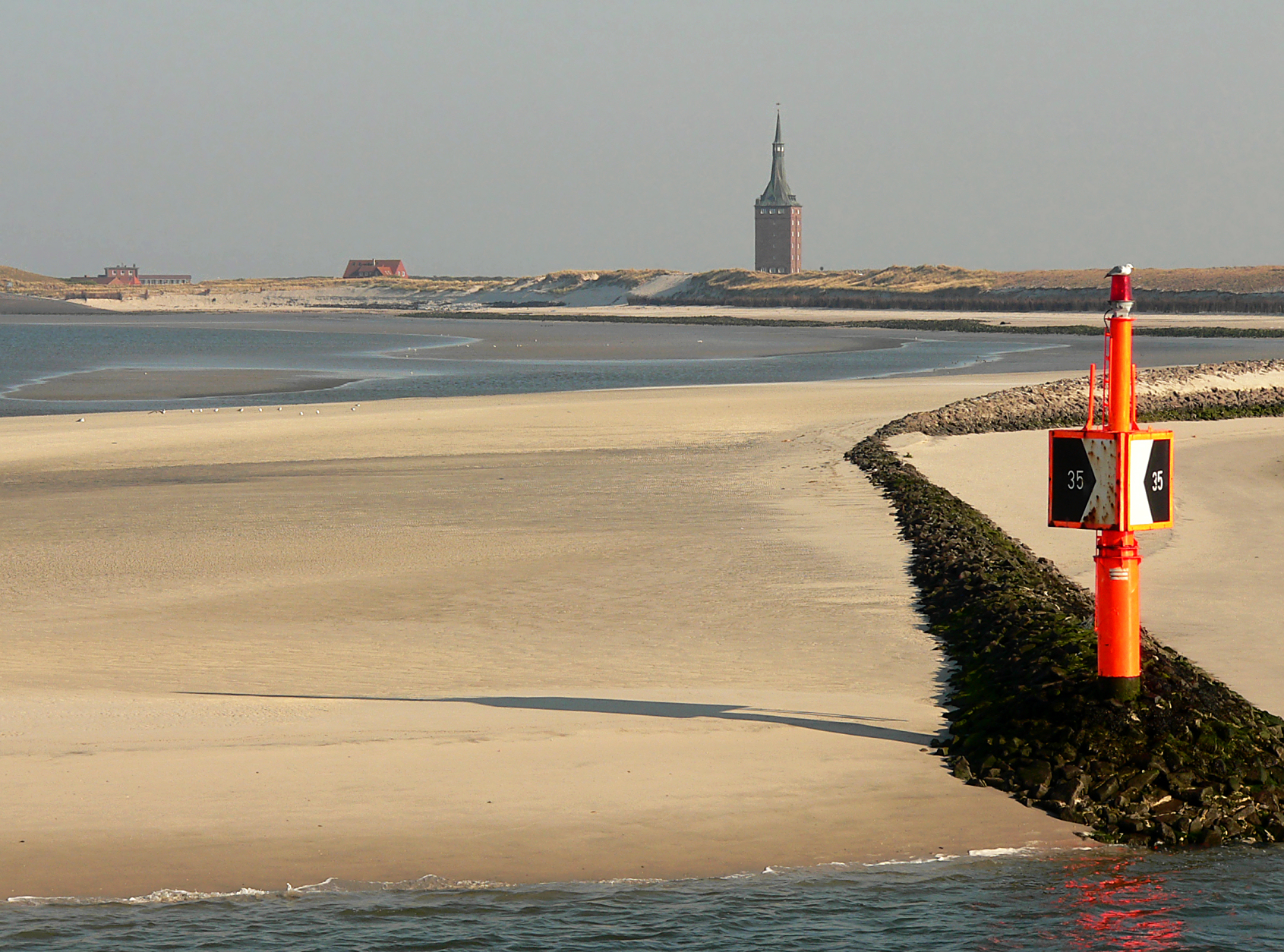
Blick auf die Insel bei der Schiffsankunft am Westanleger, mit Westturm
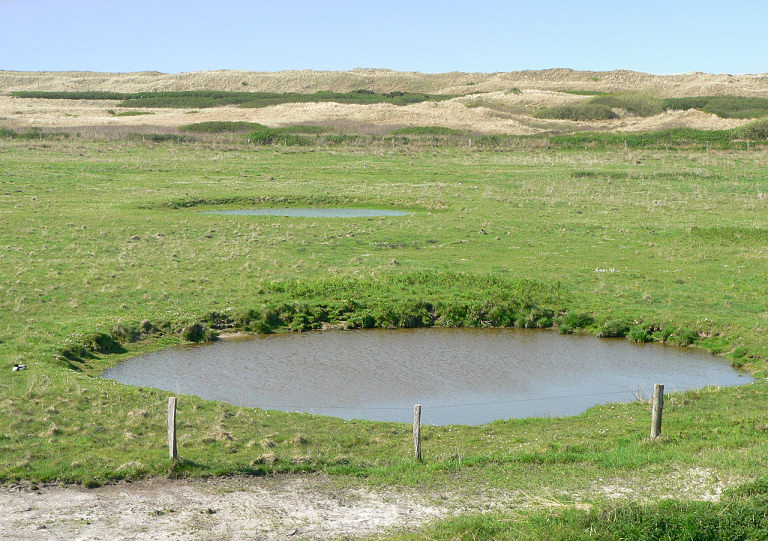
Zwei wassergefüllte Bombentrichter von 1945 im Innengroden, dahinter Dünen
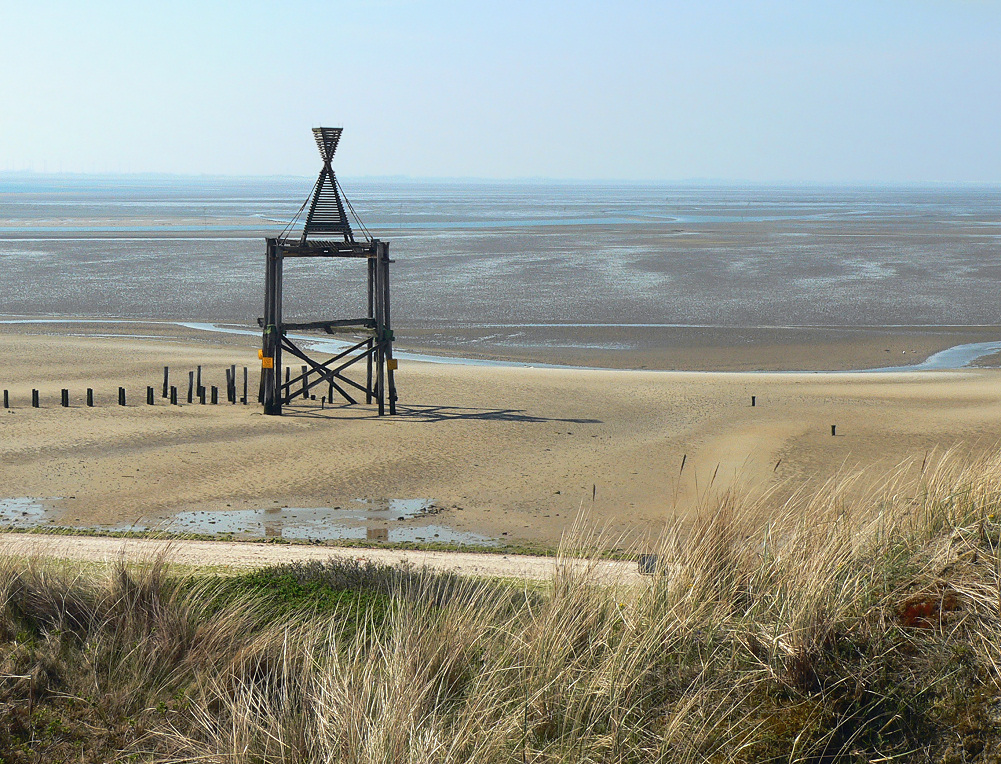
Ostende mit der 2013 abgerissenen Ostbake Wangerooge, Blick von den Dünen übers Watt zum Festland
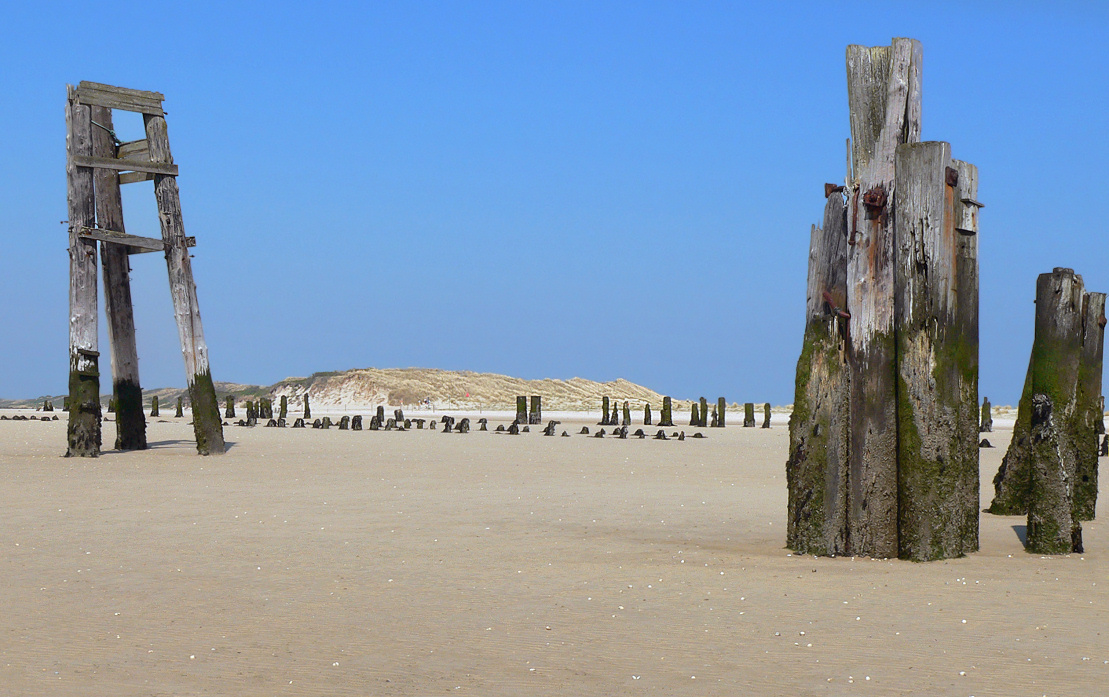
Überreste des Schiffsanlegers und der Wangerooger Inselbahn am Ostende

### Süd- und Ostdrift
Wie auch die übrigen Inseln der ostfriesischen Inselkette verlagerte sich Wangerooge im Laufe der Jahrhunderte stetig durch den Einfluss von Wind- und Meeresströmungen. Wangerooge hat dabei die größten Form- und Lageveränderungen erlebt und gilt als die labilste der Inselkette. Diese Entwicklung ist anhand von historischen Karten nachvollziehbar, die seit etwa dem 17. Jahrhundert existieren. Es kam nicht nur zu einer Südwanderung, die mit dem Festlandseinbruch der Harlebucht im 14. Jahrhundert im Zusammenhang stand, sondern weit massiver war die West-Ost-Drift, die aus dem nach Osten gerichteten Gezeitenstrom und der nagenden Tätigkeit des Seegatts der Harle resultiert. Dadurch verlor die Insel zwischen dem 17. und 19. Jahrhundert im Westen etwa zwei Kilometer Land und nahm im Osten etwa vier Kilometer an Länge zu.
Infolge der Verlagerung mussten im Laufe der Inselgeschichte Siedlungen immer wieder aufgegeben und nach Osten verlegt werden. 1586 zerstörte das Meer im Westen den alten Westturm der St.-Nicolai-Kirche, dessen Spuren noch 1821 bei Niedrigwasser zu sehen waren. Danach entstand 1602 ein Turm, der damals noch im Osten der Insel stand; er wurde im Laufe der Zeit wieder zum Westturm.

### Anstieg des Meeresspiegels
Große Teile von Wangerooge liegen nur wenige Meter über Normalhöhennull. Dadurch ist die Insel vom weltweiten Anstieg des Meeresspiegels infolge der globalen Erwärmung langfristig bedroht. Bisher war kein signifikanter Anstieg des Wasserstands zu erkennen; erwartet wird er ab der zweiten Hälfte des 21. Jahrhunderts. Das Land Niedersachsen richtet seine Küstenschutzstrategie im Nordseebereich darauf aus, dass der Meeresspiegel laut dem IPCC-Bericht des Weltklimarats von 2019 bis zum Jahr 2100 um 60 bis 110 cm steigen wird. In der Folge ist eine erosionsbedingte Gefährdung von Stränden und Vorstränden zu erwarten, was sich negativ auf den Tourismus auf der Insel auswirken würde. Zum Schutz soll die Umsetzung des 2010 erstellten „Generalplans Küstenschutz – Ostfriesische Inseln“ des Niedersächsischen Landesbetriebes für Wasserwirtschaft, Küsten- und Naturschutz (NLWKN) beitragen.

### Klima
Wangerooge liegt im Bereich eines gemäßigten, sommerkühlen und vom Golfstrom beeinflussten Seeklimas. Bei geringen Temperaturschwankungen herrscht hohe Luftfeuchtigkeit. Die mittlere Sonnenscheindauer liegt mit durchschnittlich 1670 Stunden im Jahr über dem deutschen Mittelwert von 1550 Stunden. Die mittlere Niederschlagsmenge beträgt 787 Millimeter im Jahr. Es gibt etwa 50 Frosttage im Jahr.
|                       | Jan  | Feb  | Mär  | Apr  | Mai  | Jun  | Jul  | Aug  | Sep  | Okt  | Nov  | Dez  |   |       |
| Mittl. Tagesmax. (°C) | 3,2  | 3,6  | 6,1  | 9,4  | 14,1 | 17,0 | 18,7 | 19,4 | 17,0 | 13,0 | 8,1  | 4,8  | ⌀ | 11,2  |
| Mittl. Tagesmin. (°C) | −0,2 | 0,0  | 1,9  | 4,6  | 8,7  | 12,1 | 14,1 | 14,5 | 12,3 | 8,7  | 4,4  | 1,3  | ⌀ | 6,9   |
|                       |      |      |      |      |      |      |      |      |      |      |      |      |   |       |
| Niederschlag (mm)     | 60,0 | 40,7 | 52,8 | 41,2 | 48,7 | 62,7 | 76,0 | 72,8 | 72,2 | 80,2 | 87,6 | 74,5 | Σ | 769,4 |
|                       |      |      |      |      |      |      |      |      |      |      |      |      |   |       |
| Regentage (d)         | 13   | 9    | 11   | 9    | 9    | 10   | 11   | 11   | 12   | 12   | 15   | 14   | Σ | 136   |
|                       |      |      |      |      |      |      |      |      |      |      |      |      |   |       |
| Luftfeuchtigkeit (%)  | 88   | 86   | 85   | 82   | 80   | 80   | 80   | 79   | 80   | 84   | 86   | 88   | ⌀ | 83,2  |

| −0,2 |

| 0,0 |

| 1,9 |

| 4,6 |

| 8,7 |

| 12,1 |

| 14,1 |

| 14,5 |

| 12,3 |

| 8,7 |

| 4,4 |

| 1,3 |

| −0,2 |

| 0,0 |

| 1,9 |

| 4,6 |

| 8,7 |

| 12,1 |

| 14,1 |

| 14,5 |

| 12,3 |

| 8,7 |

| 4,4 |

| 1,3 |

## Nationalpark
Die Insel ist Teil des Nationalparks Niedersächsisches Wattenmeer. Sie unterliegt dadurch der Zonierung des Parks mit Gebieten von unterschiedlichem Schutzstatus:
- Zone I (Ruhezone) mit den strengsten Schutzbestimmungen darf nur in Ausnahmefällen oder auf markierten Wegen betreten werden. Durch die Wegführung über die beiden Deiche (Westdeich und Neudeich) hat der Besucher die Möglichkeit, Tier- und Naturbeobachtungen in dieser besonders geschützten Zone zu machen. Zu ihr gehören:
  - Westaußengroden (mit der Westlagune)
  - Teile des Westinnengrodens
  - Mittelaußengroden
  - Teil des durch den Neudeich eingegrenzten Ostinnengrodens
  - Ostaußengroden vom Neudeich bis über das Ostende
- Zone II (Zwischenzone) mit zeitweise freiem Zutritt besteht aus:
  - Teil des Westinnengrodens
  - Dünenabschnitte zwischen Westdorf und Hauptort
  - Bereich um den Flugplatz im Ostinnengroden
  - Dünenkette zwischen Hauptort und Ostende
- Zone III (Erholungszone) für den Urlaubs- und Kurbetrieb mit den restlichen Abschnitten der Insel, wie:
  - Hauptstrand im Bereich des Ortes
  - Strand um das Westende
  - Ortskern mit Bebauung

### Nationalpark-Stützpunkte
Als Informations- und Bildungseinrichtung wurde 1989 im Rosenhaus des Rosenparks das Nationalpark-Haus Wangerooge eingerichtet. Es informiert in seinen Ausstellungsräumen über den Nationalpark, die Insel, Naturschutz sowie die Lebensräume Watt, Salzwiesen und Dünen. Die Einrichtung führt eine Vielzahl themenbezogener Veranstaltungen durch und hat jährlich etwa 40.000 Besucher. 2014/2015 wurde das Rosenhaus renoviert und erweitert. Das Nationalpark-Haus benutzte während dieser Zeit die Räume der Grundschule in der Nikolausstraße.
Zwei weitere Stützpunkte des Nationalparks befinden sich im Osten und im Westen der Insel. Es handelt sich um Holzhäuser, in denen ehrenamtliche Helfer der Naturschutzorganisation Mellumrat untergebracht sind.

### Flora und Fauna

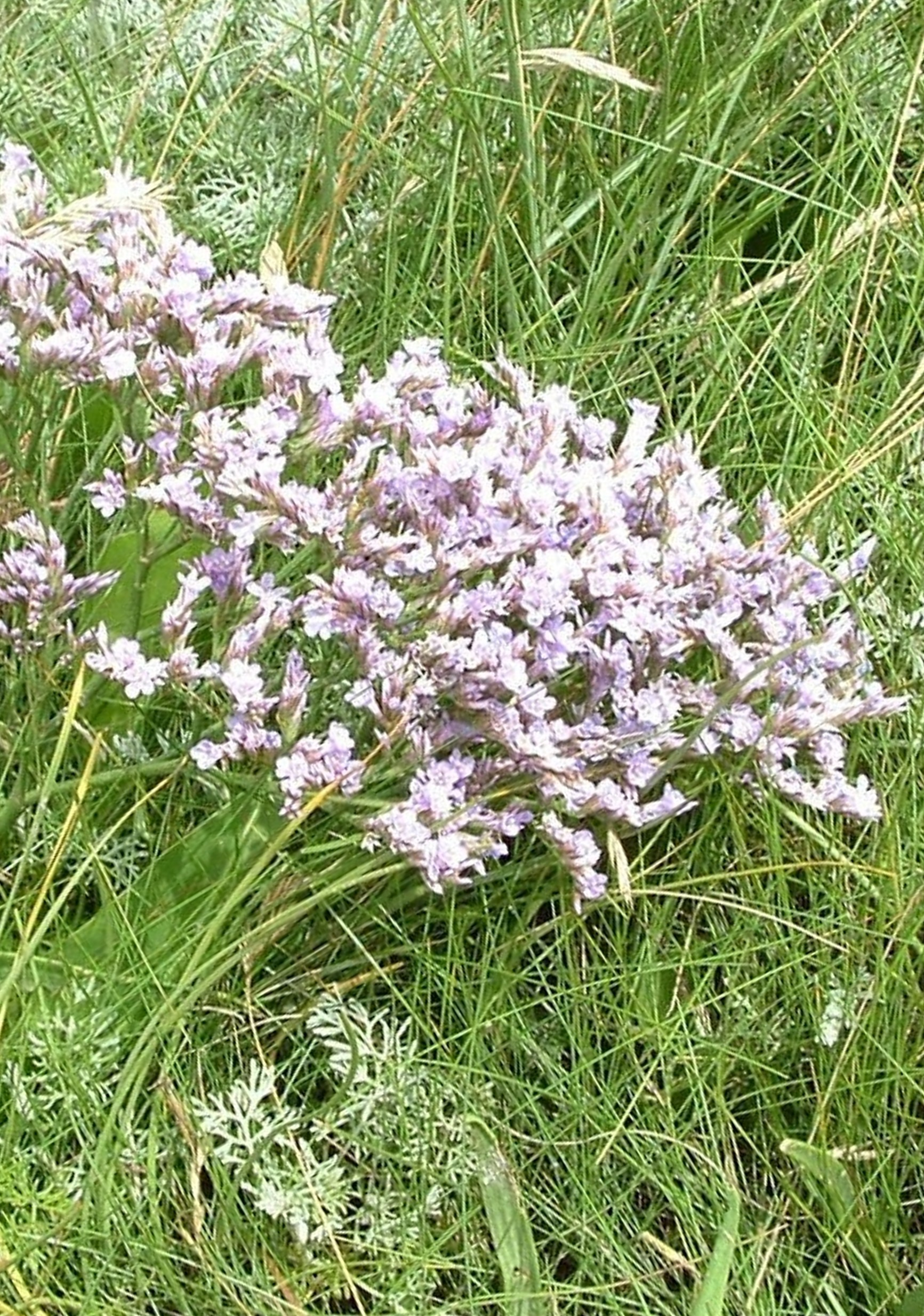
Gewöhnlicher Strandflieder in den Salzwiesen der Insel

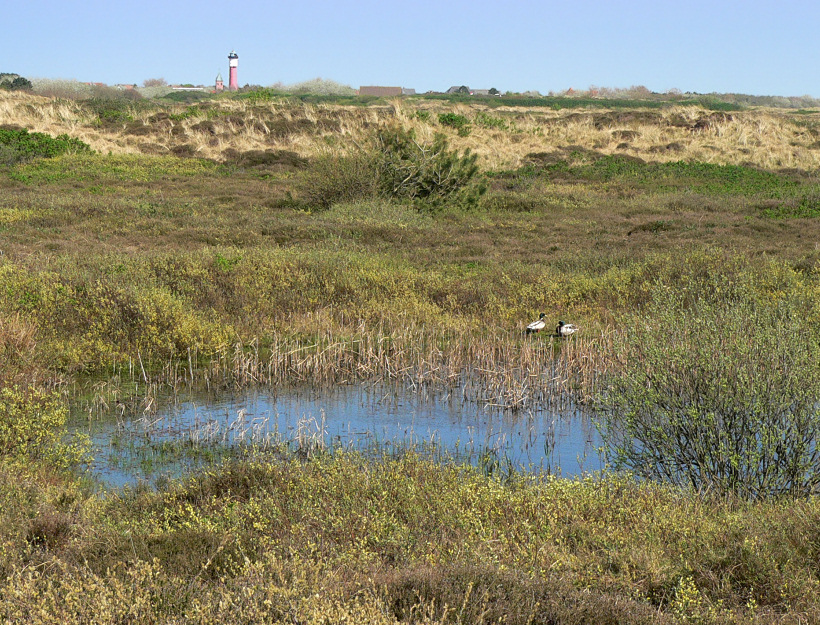
Kleinbiotop in einem wassergefüllten Bombentrichter

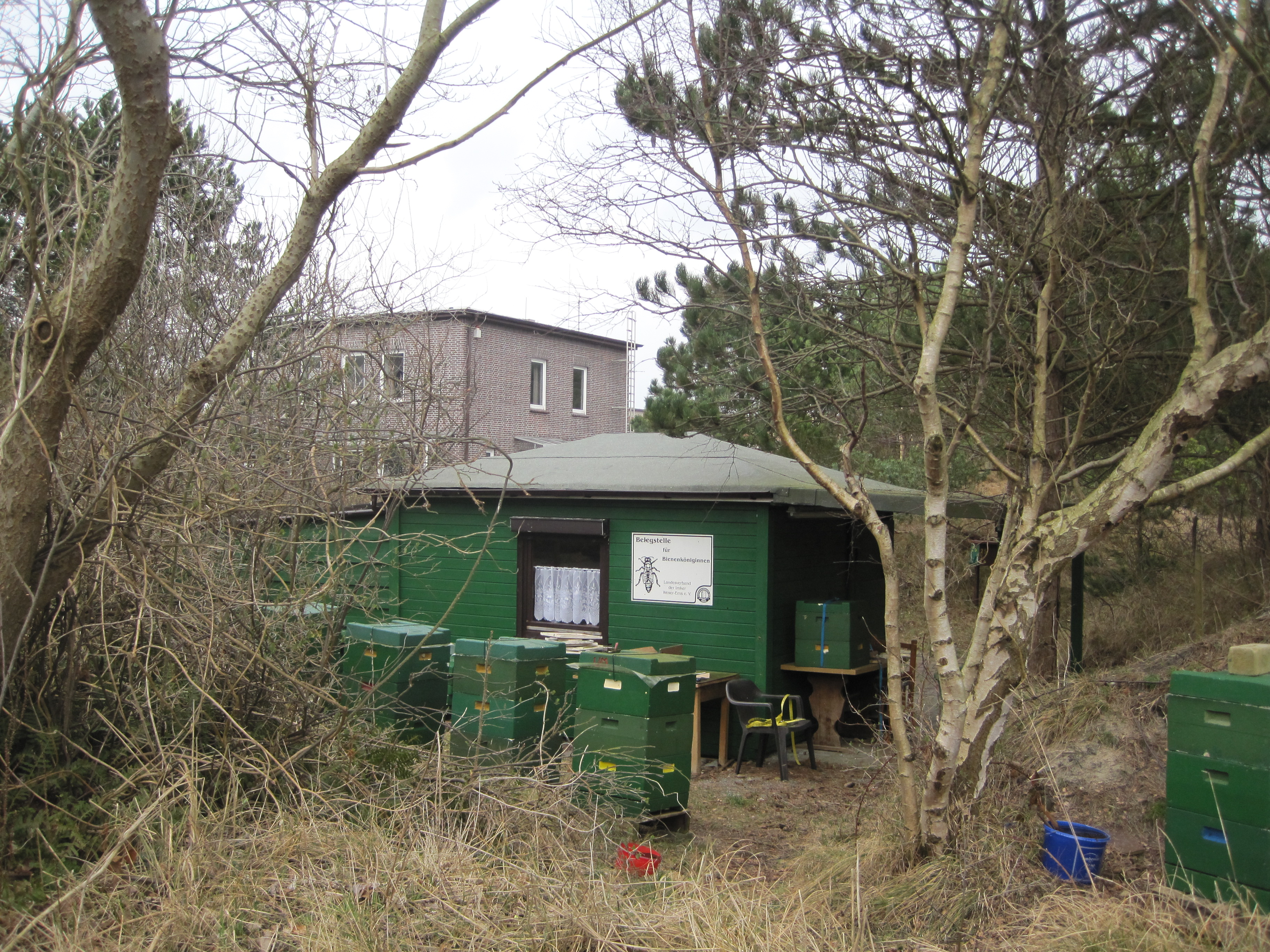
Insel-Belegstelle zur Begattung von Bienenköniginnen auf Wangerooge

Die Flora der Insel ist geprägt von der ursprünglichen Vegetationsarmut der Inseloberfläche, die oft durch Sandstürme versandete. Erst durch gezielte Aufforstungen entstanden kleinere Wald- und Buschgebiete. Dies sind im Osten der Insel das Jade-Wäldchen nahe dem Wasserwerk und ein etwa 7 ha großer Gehölzstreifen aus Pappeln und Weiden nördlich des Flugplatzes. Die genügsame Kartoffelrose fand auf der Insel ideale Lebensbedingungen und verbreitete sich seit ihrer ersten Anpflanzung 1936 rasch auf den Dünen. Viele der mittlerweile mit Wasser gefüllten Bombentrichter des Luftangriffs von 1945 haben sich zu ökologisch wertvollen Kleinbiotopen entwickelt.
Die Fauna der Insel ist artenreich. Zu den Vogelzugzeiten rasten auf der Insel große Zugvögelscharen. Das Watt dient den riesigen Schwärmen als reichhaltige Nahrungsquelle mit Muscheln, Würmern und anderen Kleinlebewesen. Die Salzwiesen werden von Enten und Gänsen als Weidegründe genutzt. Jährlich sind etwa 200 Gastvogelarten zu beobachten, die häufigsten sind Alpenstrandläufer, Brachvogel, Knutt, Kiebitze und Brandgänse. Weitere vorkommenden Vogelarten sind Tauchenten, Rotschenkel, Eiderente, Trauerente, Austernfischer, Brandseeschwalbe, Goldregenpfeifer, Hochseevögel, Lachmöwe, Silbermöwe. Auf der Insel brüten rund 80 Vogelarten, darunter befinden sich etwa 45 Singvogelarten. In den Dünen leben Feldhasen und Fasane. Über den Dünen jagen Turmfalken, auch Sumpfohreulen und Kornweihen lassen sich beobachten.
Es gibt auf der Insel Waldeidechsen, Zauneidechsen und die seltenen Kreuzkröten.
Es kommen 18 Arten von Tagschmetterlingen vor. Darunter sind die auf dem Festland seltenen Arten Ockerbindiger Samtfalter und Mittlerer Perlmuttfalter. Letzterer hat auf den Ostfriesischen Inseln ein für ganz Deutschland bedeutendes Rückzugsgebiet.
Auf Wangerooge betreibt der Landesverband der Imker Weser-Ems eine Insel-Belegstelle für Honigbienen der Carnica-Rasse. Durch die Insellage kommen für die Begattung der Bienenköniginnen nur die von den Bienenzüchtern erwünschten Drohnen in Frage. Sie befinden sich in Bienenvölkern auf der Belegstelle.

## Name
Der Name Wangerooge setzt sich zusammen aus dem altgermanischen Wort Wanga für Wiese und dem friesischen Wort Oog für Insel, was sich in direkter Übersetzung als Wieseninsel deuten lässt. Benannt ist die Insel allerdings nach dem Wangerland (Wiesenland), dem die Insel vorgelagert ist. Der Name Wangerooge bedeutet: die zum Wangerland gehörende Insel. Das Wangerland hat wiederum seinen Namen von dem alten friesischen Gau Wanga, der bereits zu Zeiten Karls des Großen erwähnt wurde. Siedlungsfunde in diesem Bereich gibt es schon aus dem 2. Jahrhundert v. Chr. Wangerooge wurde erstmals 1306 in einem Vertrag über Strandrechtsfragen zwischen der Stadt Bremen und dem Gau Östringen urkundlich als Wangarou bezeichnet. Im Jahre 1327 wurde die Insel Wangeroch genannt. Seit etwa 1800 ist die heutige Bezeichnung geläufig. Wangerooge ist die zum Wangerland gehörige Insel (= Oog). Seit dem Mittelalter wird das Gebiet nördlich von Jever, ungefähr in dem Dreieck der Orte Harlesiel, Schillig und Hooksiel einschließlich der Insel Wangerooge als Wangerland bezeichnet. Heute trägt auf dem Festland die Großgemeinde Wangerland diesen Namen. Ihr gehört die Insel nicht an, sondern sie ist eine Einheitsgemeinde im Landkreis Friesland.
Seit 1885 heißt die Insel Wangerooge, frühere Bezeichnungen lauteten Wangeroich (1532), Wangero (1597), Wangeröhe (1613), Wrangeroog (1757) und danach Wangeroog (analog zu Langeoog oder Spiekeroog). Bei der Namensänderung von 1885 fügte das Großherzogtum Oldenburg gegen den Widerspruch der Inselbewohner per Erlass ein „e“ an Wangeroog.
Entsprechend der Etymologie des Inselnamens – Oog/e für Insel – lautet die Aussprache etwa „Wanger-Ooge“, wobei alternativ die erste oder zweitletzte Silbe betont wird: (IPA) vaŋɐˈʔoːɡə  oder ˈvaŋɐʔoːɡə. In deutschen Medien ist dagegen gelegentlich die inkorrekte Aussprache ˈvaŋɐʁoɡə zu hören, die in etwa „Wange-Roge“ entspricht, meistens mit Betonung auf der ersten Silbe.

## Geschichte

### Vorgeschichte

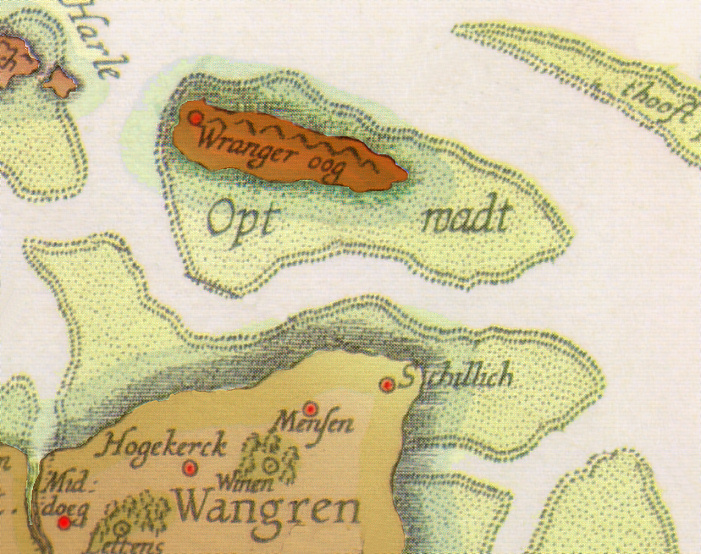
Die Insel im 16. Jahrhundert, Wattflächen: grün

Nach einer Hypothese bildeten sich die ostfriesischen Inseln etwa um 3000 v. Chr. als Sandbänke auf dem flachen Nordseegrund, auf denen der Wind Dünen aufblies. Seither veränderten die Erhebungen stetig ihre Lage im Kräftespiel von Strömungen, Seegang und Wind. Dadurch gibt es auf Wangerooge keine vorgeschichtlichen Funde.

### Mittelalter
Erstmals urkundlich erwähnt wurde eine Siedlung auf Wangerooge 1306 in einem Vertrag zum Strandrecht zwischen Bremen und dem friesischen Gau Östringen. Eine weitere Erwähnung erfolgte 1327 in Urkunden über Verhandlungen zur Freilassung des Schiffskapitäns Thithard, der von Wangerooge stammte. Er war mit seinem Schiff sturmbedingt nach Zeeland verschlagen und in die Gewalt des Grafen von Holland geraten. Aufgrund der erstmaligen Nennung einer „villa“ Wangerooge im Jahre 1327 wird das Bestehen einer Burg auf der Insel in Form eines Steinhauses vermutet. Darauf weist auch ein niederdeutsches Seebuch von 1470 hin, das aus älteren Schriften kompiliert ist. Darin ist als Landmarke ein Steinhaus verzeichnet. Während der Häuptlingszeit 1350 bis 1464 gehörten die ostfriesischen Inseln, darunter auch Wangerooge, zum Herrschaftsgebiet der Familie tom Brok. Wangerooge wird dabei 1398 in einer Urkunde erwähnt. Darin übereignete Widzeld tom Brok seine Gebiete, darunter Wangeroch, dem Herzog Albrecht von Bayern als Graf von Holland und erhielt sie von ihm als Lehen.

### Bedrohung durch das Meer und Inselschutz

Karte der Wesermündung mit Wangerooge von 1757 (nachträglich koloriert, Norden ist unten)

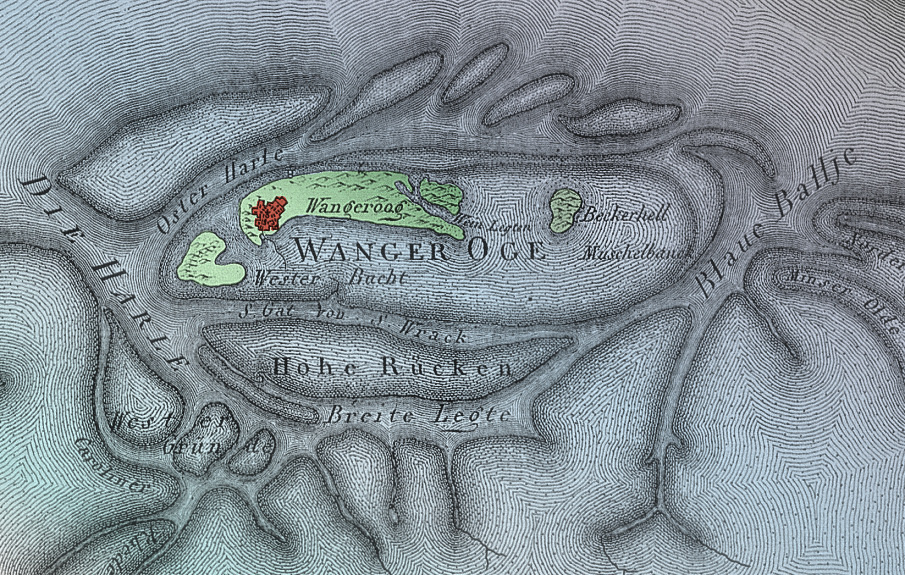
Karte von Wanger Oge durch Karl Ludwig von Le Coq 1805: Hauptinsel mit Inseldorf und drei Teilinseln

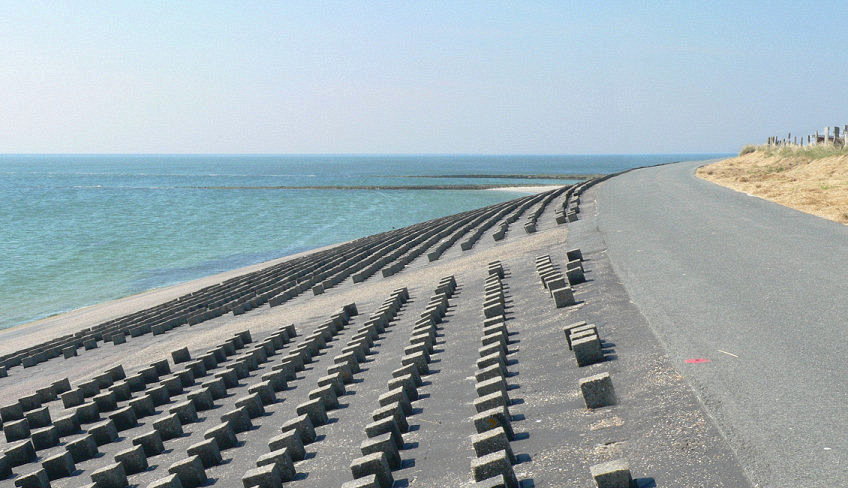
Deckwerk aus Asphalt und Stein gegen Sturmfluten an der Nordwestseite

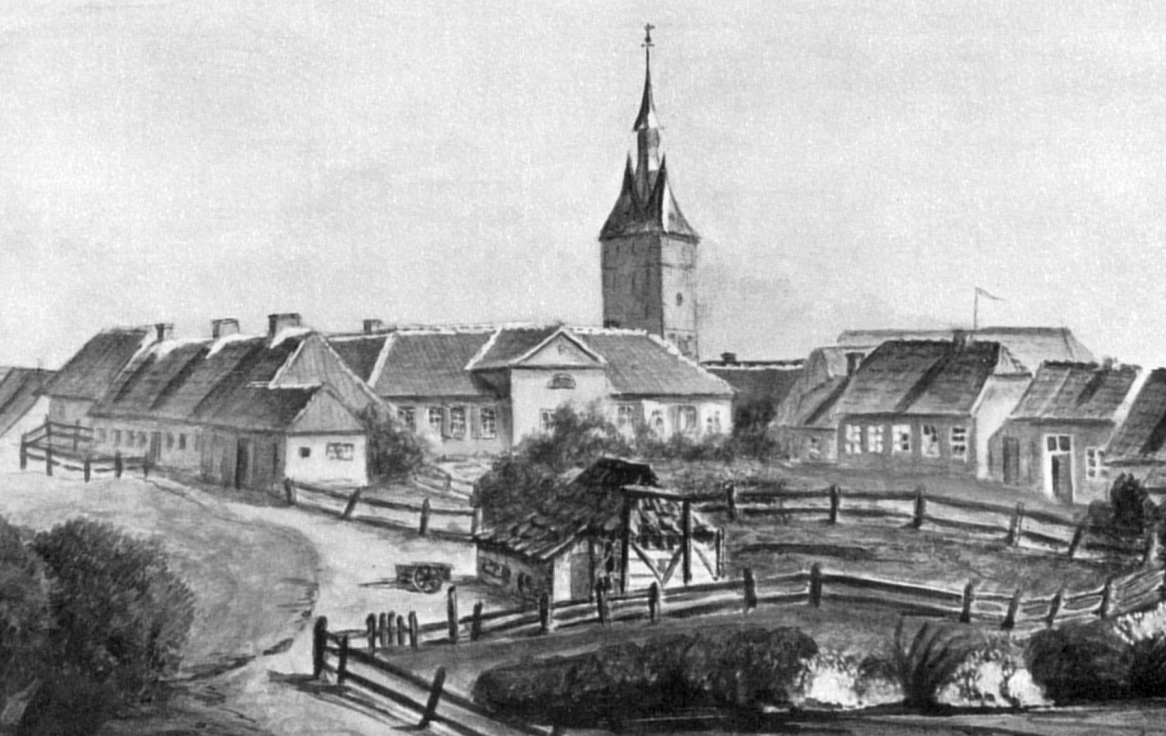
Das alte Inseldorf am Westturm zwei Jahre vor seiner Zerstörung, 1853

Wangerooge in seiner heutigen Erscheinungsform ist eine vom Menschen geformte Insel mit stabiler Lage und Form. Das ist auf die aufwendigen Inselschutzmaßnahmen zurückzuführen, die bereits Mitte des 19. Jahrhunderts begonnen wurden. Ohne sie wäre die Insel wahrscheinlich in die Jadeströmung gewandert.
Bis zur Allerheiligenflut 1570 bestand das Inseldorf rund um die St.-Nicolai-Kirche aus etwa 50 Häusern. Um 1650 gab es 60 Häuser mit 360 Bewohnern auf der Insel. Durch die Weihnachtsflut 1717 mit ihren Zerstörungen ging die Bevölkerungszahl zurück, und für 1775 sind nur noch 150 Personen in 28 Häusern überliefert.
Mit der Neujahrsflut 1855 riss eine schwere Sturmflut die Insel in drei Teile. Die Hauptinsel hatte nur noch 175 ha Fläche (zum Vergleich: Heute sind es rund 500 ha). Die Flut richtete im alten Inseldorf um den damaligen Westturm starke Zerstörungen an, bei denen nur der 1602 fertiggestellte Turm stehen blieb. Die meisten Bewohner (233) verließen die Insel. Die Oldenburger Regierung wollte das Eiland ganz aufgeben und siedelte die meisten Inselbewohner auf dem Festland in Hooksiel und in der Nähe vom Vareler Hafen an. Die Siedlung bei Varel, in der noch länger als auf der Insel selbst das Wangerooger Inselfriesisch gesprochen wurde, trägt noch heute den Namen „Neu-Wangerooge“. Damit hatte Alt-Wangerooge als Siedlung aufgehört zu bestehen. 82 Wangerooger weigerten sich nach der Neujahrsflut, die verwüstete Insel zu verlassen. Sie gründeten 1865 ein neues Inseldorf im damaligen Osten der Insel am 1856 fertiggestellten Alten Leuchtturm.
Mitte des 19. Jahrhunderts rückte Wangerooge in das Interesse von Preußen. Für die Preußische Marine plante der Staat in Wilhelmshaven einen Kriegshafen an der Nordsee. Das Deutsche Reich als Preußens Nachfolger investierte ab 1871 über eine Million Mark für den Inselschutz. Zunächst wurden die drei Teile der bis dahin auseinandergerissenen Insel 1874 durch den Reichsdeich und die Reichsmauer miteinander verbunden. An der gefährdeten Abbruchkante im Nordwesten wurden stabilisierende Deckwerke gebaut. Auch sicherten Deiche und Buhnen die Insel gegen die Abdrift ihrer Sandmassen nach Osten in das Jadefahrwasser (die Schifffahrtsrinne zum Kriegshafen). Dem gleichen Zweck dienten die östlich anschließenden Buhnenbauwerke der Minsener Oog.
Im 20. Jahrhundert trafen schwere Sturmfluten in den Jahren 1906, 1916, 1926, 1936, 1973 und 1976 die Insel. Die letzte schwere Sturmflut, die Schäden im Inseldorf verursachte, war die Sturmflut vom Februar 1962. Dabei drang Wasser von der Wattseite im Süden bis ins Ortszentrum ein und überflutete damals auch den noch unbebauten Dorfgroden. Zur Erinnerung an die Flut wurde am Deich südlich des Neubaugebietes Dorfgroden eine Gedenkstelle errichtet, die aus dem alten, damals gebrochenen Deichscharttor besteht. Die Flut traf auch die Schutzwerke an der Nordwestseite schwer. Sie wurden daraufhin zwischen 1962 und 1964 als vergossenes Deckwerk mit Bruch- und Betonsteinen verstärkt.
Heute ist der Inselkörper zur Seeseite gegen Wellengang und Strömung des Meeres durch Dünen geschützt, an denen sich auf rund vier Kilometern Länge weitere Schutzeinrichtungen aus Deckwerken befinden. Die Dünen haben sich größtenteils erst durch Maßnahmen seit Anfang des 20. Jahrhunderts gebildet und unterliegen als wichtigstes Element gegen Sturmfluten einem besonderen Schutz. Das Betreten der (größtenteils eingezäunten) Dünen am Strand ist daher nicht gestattet. Eine weitere besondere Schutzeinrichtung ist die Buhne H, die das größte Buhnenbauwerk an der deutschen Nordseeküste darstellt. Ab 1938 wurde sie vom Westende aus auf 1½ Kilometer Länge in das Seegatt der Harle hineingebaut, aber wegen des Krieges nicht vollendet. Zum Schutz der Wattseite der Insel entstand ab Anfang des 20. Jahrhunderts ein sechs Kilometer langer Deich, an dessen Errichtung auch 80 Strafgefangene aus dem Gefängnis in Vechta beteiligt waren. Der Deichbau diente in erster Linie der Landsicherung, aber auch der Gewinnung von Grasland für Weide und Heu, indem Salzwiesen dem Meereseinfluss entzogen wurden. Nach der Orkanflut von 1962 wurden die Deiche erweitert und auf 6 m erhöht. Trotz aller Sicherungsmaßnahmen verliert der Sandstrand in Höhe des Inseldorfes durch die Stürme im Herbst und zunehmend auch im Winter und Frühjahr regelmäßig große Mengen an Sand. Zum Ausgleich müssen diese Mengen jährlich ab dem 15. März durch das Heranfahren von Sand vom Ostende ersetzt werden, was sehr teuer ist und von der Kurverwaltung durchgeführt wird. Weitere Maßnahmen werden vom Wasserstraßen- und Schifffahrtsamt Wilhelmshaven getragen, zu dessen Aufgaben die Sicherung der Insel zur Erhaltung eines stabilen Jadefahrwassers gehört.
2008 wurde in den Medien berichtet, dass Untiefen durch zunehmende Versandung die Fahrrinne zur Insel gefährden, so dass eine Ausbaggerung geplant ist.

### Ortsentwicklung im 19. Jahrhundert

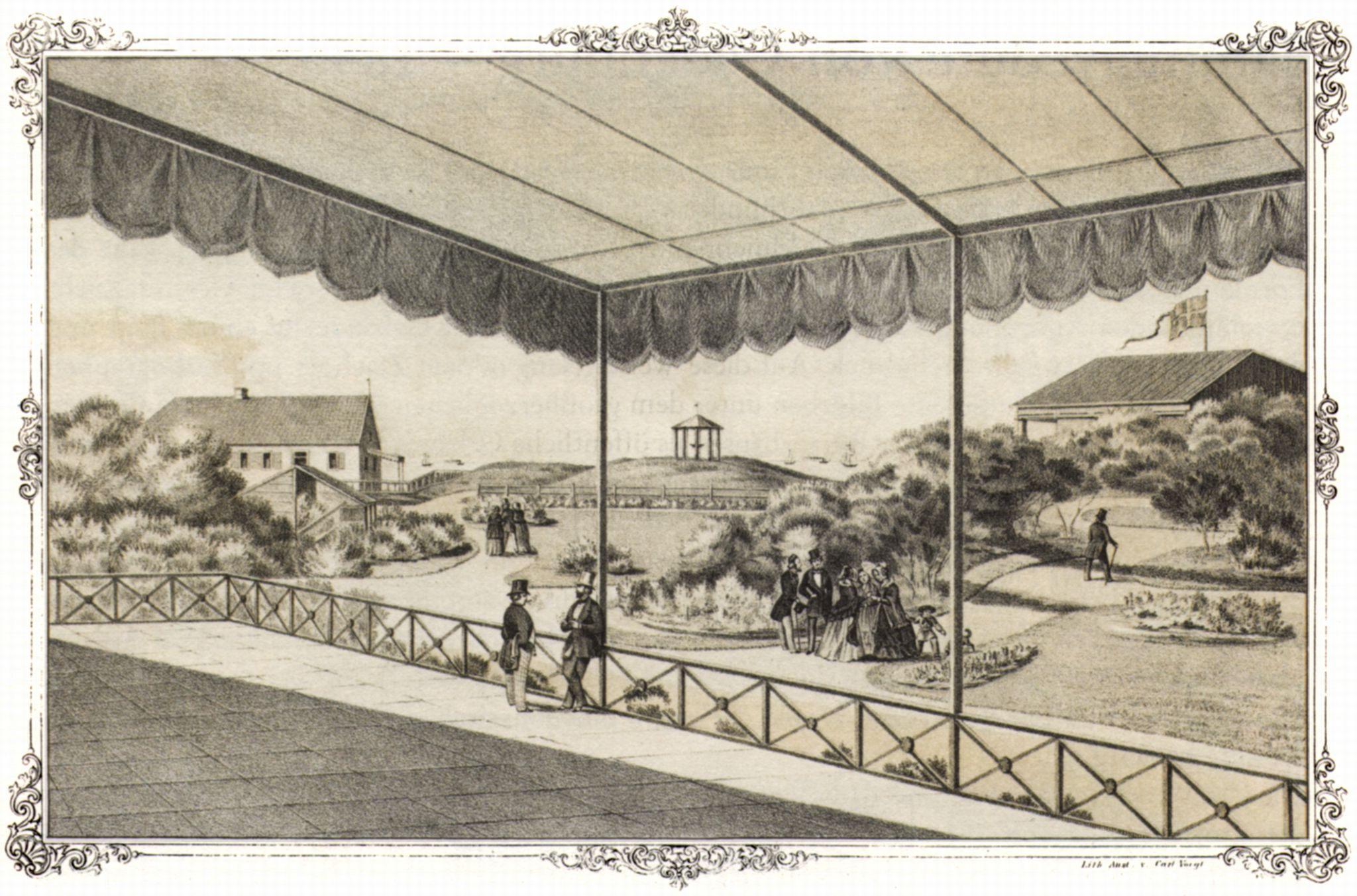
Wangerooge, Konversationshaus, Balustrade. Lithografie (um 1842) von Carl Friedrich Voigt

Das erste Bauwerk des heutigen Inseldorfes war der 1856 fertiggestellte Leuchtturm. Um ihn herum entstanden im Laufe der Zeit Wohnhäuser in der Art einfacher Fischerhäuser, die zunächst noch auf Warften standen. Von diesem Ortszentrum aus dehnte sich die Bebauung in verschiedene Richtungen aus. Die dabei entstandene Hauptstraße wurde nach dem in Jever tätigen Amtmann Zedelius benannt, der Wangerooges Entwicklung um 1900 maßgeblich gefördert hatte. In dieser Zeit entstanden, vom Tourismus beflügelt, markante Bauwerke, darunter Gründerzeit-Hotelbauten an der Zedeliusstraße und der Strandpromenade.

### Militärische Vergangenheit

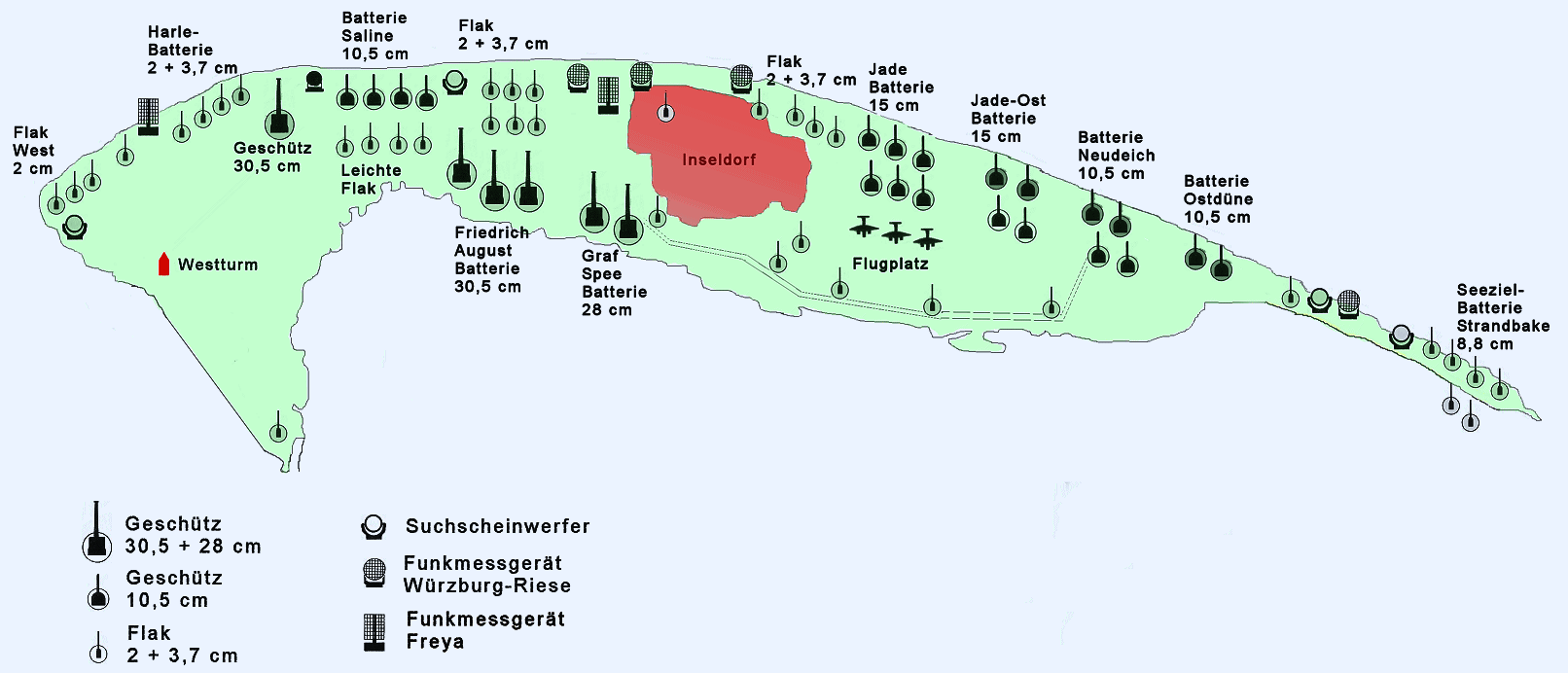
Geschützbatterien und -stellungen auf der Insel im Zweiten Weltkrieg

Die militärische Bedeutung der Insel begründete bereits Mitte des 19. Jahrhunderts der entstehende Kriegshafen in Wilhelmshaven. Auch im Ersten Weltkrieg und später im Zweiten Weltkrieg war Wangerooge militärisch die wichtigste der ostfriesischen Inseln. An ihrer Ostseite führte die Schifffahrtsrinne zum Reichskriegshafen Wilhelmshaven vorbei. Während des Zweiten Weltkrieges hatte die Insel zeitweise eine militärische Besatzung von bis zu 5000 Mann der Marineartillerie, der Luftabwehr und der Luftwaffe. Auf dem Eiland entstanden viele Geschützbatterien zur Seezielbekämpfung sowie Flak-Stellungen gegen Luftziele. Zum Schutz der Stellungen und ihrer Mannschaften wurden auf der Insel rund hundert Bunker, vielfach durch den Einsatz von Zwangsarbeitern, errichtet. Wangerooge war mit stationierten Abfangjägern und Radaranlagen Vorposten der Luftverteidigung gegen die auf Deutschland (und den 30 Kilometer südlich liegenden Kriegshafen Wilhelmshaven) anfliegenden alliierten Bomberverbände.

### Luftangriff 1945

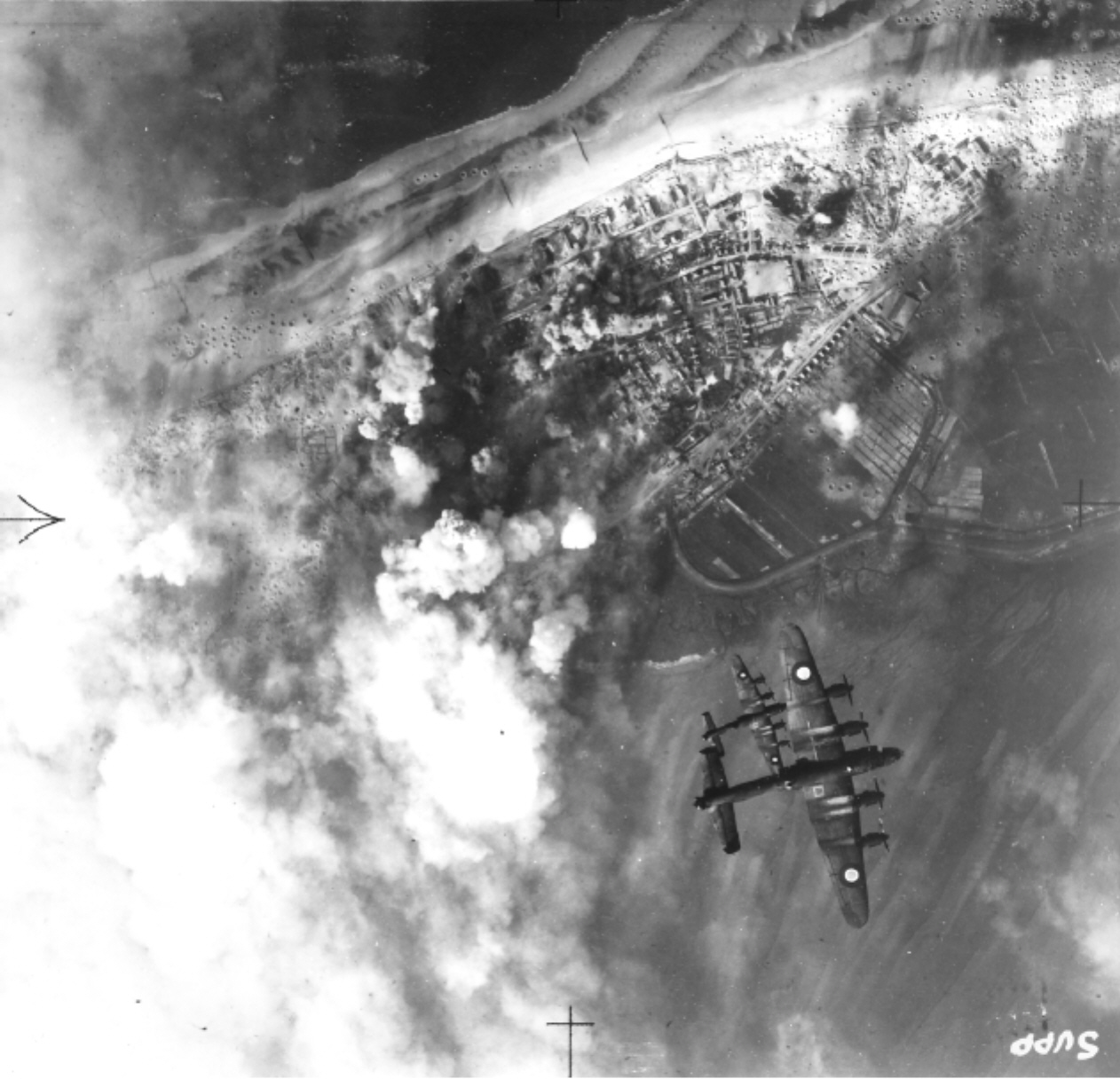
Britische Lancaster bombardierten Wangerooge am 25. April 1945

In den letzten Kriegstagen, beim Heranrücken alliierter Truppen auf dem Festland, wurde die Insel im April 1945 zur Festung erklärt. Am 25. April 1945 erfolgte ein Luftangriff auf Wangerooge durch 482 britische, kanadische und französische Bomber, deren Ziel die großkalibrigen Seeziel-Geschütze waren. In etwa fünfzehn Minuten fielen in drei Angriffswellen über 6000 Sprengbomben. Diesen fielen etwa 300 Menschenleben (Soldaten, Zivilisten, Zwangsarbeiter) zum Opfer und sie hinterließen eine Kraterlandschaft. Über die Hälfte der Wohnhäuser des Inseldorfs wurden zerstört. Bis in die 1970er Jahre waren in den Dünen noch zahlreiche Bunkerreste und Bombentrichter sichtbar. Seitdem war man aus Sorge um den Fremdenverkehr bestrebt, die Kriegsreste zu beseitigen. Heute sind außer einigen tiefen Seen in den Bombentrichtern bei den Salzwiesen und den Dünen kaum noch Reste der militärischen Vergangenheit auffindbar, da sie von Sand überweht oder von Pflanzen überwuchert sind.

## Politik

### Politische Zugehörigkeiten
Im Mittelalter gehörte Wangerooge in der Ostfriesischen Häuptlingszeit im 14. und 15. Jahrhundert zum Herrschaftsgebiet der Familie tom Brok. Danach war Wangerooge Teil der Herrschaft Jever und kam nach dem Tod von Maria von Jever 1575 zur Grafschaft Oldenburg. Seit dem 17. Jahrhundert trennt die Goldene Linie zwischen Spiekeroog und Wangerooge die Grafschaft Oldenburg mit dem Jeverland von Ostfriesland. Daher ist Wangerooge im Gegensatz zu den übrigen ostfriesischen Inseln nicht Teil Ostfrieslands. Zwischen 1668 und 1793 gehörte Wangerooge zum Fürstentum Anhalt-Zerbst und fiel nach der Zerbster Teilung mit der Herrschaft Jever an Katharina die Große von Russland, die ihre Schwägerin Friederike Auguste Sophie von Anhalt-Zerbst als Statthalterin einsetzte. Ab 1806 war Wangerooge, ebenso wie Jever, von niederländischen Truppen besetzt worden, dem 1810 eine napoleonische Besetzung zur Durchsetzung der Kontinentalsperre folgte. 1813 trat wieder Russland in seine Rechte ein. Zar Alexander I. gab die Herrschaft Jever mit Wangerooge 1818 an das Großherzogtum Oldenburg ab. Ab 1933 gehörte die Insel zum Landkreis Friesland und war damit ab 1946 Teil des Verwaltungsbezirks Oldenburg innerhalb des neu gegründeten Landes Niedersachsen. Seit 1883 ist Wangerooge eine selbständige Gemeinde, zuvor gehörte es zu Minsen auf dem Festland.

### Gemeinderat
Der Rat der Gemeinde Wangerooge besteht aus zehn Ratsfrauen und Ratsherren. Dies ist die festgelegte Anzahl für eine Gemeinde mit einer Einwohnerzahl zwischen 1001 und 2000 Einwohnern. Die zehn Ratsmitglieder werden durch eine Kommunalwahl für jeweils fünf Jahre gewählt. Die aktuelle Amtszeit begann am 1. November 2021 und endet am 31. Oktober 2026.
Stimmberechtigt im Rat ist außerdem der hauptamtliche Bürgermeister.
| Gemeinderatswahl Wangerooge 2021Wahlbeteiligung: 61,9 % 403020100 32,1 %23,4 %21,8 %19,3 %3,4 % GrünePetersbSPDCDUFDPAnmerkungen:b Einzelbewerber Peters | Sitzverteilung im Gemeinderat Wangerooge seit 2021Insgesamt 9 Sitze - SPD: 2 - Grüne: 3 - Peters: 1 - FDP: 1 - CDU: 2 | Fraktionen im Gemeinderat Wangerooge (Stand: März 2024)Insgesamt 9 Sitze - Grüne: 3 - CDU/SPD: 4 - FDP/Peters: 2 |

Die Kommunalwahl vom 12. September 2021 ergab das folgende Ergebnis:
| Partei                | Anteilige Stimmen | Anzahl Sitze                                                                   |
| --------------------- | ----------------- | ------------------------------------------------------------------------------ |
| Bündnis 90/Die Grünen | 32,08 %           | 3                                                                              |
| Einzelkandidat Peters | 23,37 %           | 1 (nach Ergebnis 2 Mandate, auf der Liste befand sich jedoch nur ein Kandidat) |
| SPD                   | 21,84 %           | 2                                                                              |
| CDU                   | 19,31 %           | 2                                                                              |
| FDP                   | 03,40 %           | 1                                                                              |

Die Wahlbeteiligung bei der Kommunalwahl 2021 lag mit 61,87 % über dem niedersächsischen Durchschnitt von 57,1 %.

### Bürgermeister
Bei den letzten Bürgermeisterwahlen am 1. Juli 2018 wurde Marcel Fangohr zum hauptamtlichen Bürgermeister gewählt. Bei der Stichwahl erhielt Fangohr 65,28 % der Stimmen. Er folgte damit auf den bisherigen Bürgermeister Dirk Lindner, der am 22. Januar 2018 überraschend verstarb. Nach Differenzen mit dem Rat der Gemeinde Wangerooge erklärte Fangohr seinen Rücktritt mit Ablauf des 31. August 2023. Die Amtsgeschäfte bis zur Wahl eines neuen Bürgermeisters führt aktuell die allgemeine Vertreterin des Bürgermeisters Rieka Beewen. Bei den Bürgermeisterwahlen am 17. August 2025 konnte kein Kandidat die Absolute Mehrheit erreichen. Damit kommt es  am 31. August 2025 zu einer Stichwahl zwischen den Einzelbewerbern Tina Mißmahl und Sven Janisch.

### Vertreter in Land- und Bundestag
Bei den Wahlen zum Niedersächsischen Landtag gehört Wangerooge zum Landtagswahlkreis Friesland, der den gesamten Landkreis Friesland umfasst. Das Direktmandat hat seit 2008 Olaf Lies (SPD) inne, der seit 2025 auch niedersächsischer Ministerpräsident ist. Weiterhin vertreten in der aktuellen Legislaturperiode Katharina Jensen (CDU) und Sina Beckmann (Grüne) den Wahlkreis im Landtag.
Wangerooge gehört zum Bundestagswahlkreis Friesland – Wilhelmshaven – Wittmund. Er umfasst die Stadt Wilhelmshaven sowie die Landkreise Friesland und Wittmund. Seit 2017 hat die Sozialdemokratin Siemtje Möller das Direktmandat inne. Zudem vertreten in der aktuellen Legislaturperiode Anne Janssen (CDU) und Martin Sichert (AfD) den Wahlkreis im Bundestag.

### Wappen und Flagge
| Wappen von Wangerooge | Blasonierung: „In Gold einen mit einem von Blau und Silber mehrfach geteilten, oben dornenförmigen Drillingsbalken hinterlegten roten Turm mit drei blauen Spitzenhauben, deren mittlere herausragt, belegt mit einem blauen Wappenschild, darin ein goldener, rot bewehrter, rechts gewendeter Löwe.“ |

Flagge Wangerooges

| Wappen von Wangerooge | Wappenbegründung: Das Wangerooger Wappen entstand 1969. Der abgebildete Turm ist der 1602 fertiggestellte und 1914 gesprengte Westturm der Insel, der als Hoogen Toorn (Hoher Turm) eine bedeutende Rolle für die Inselbewohner gespielt hat. Der mehrstöckige Steinbau war Seezeichen, Leuchtturm, Kirchenraum und auch oft der letzte Zufluchtsort bei Sturmfluten und Unwettern. Der Schild am Turm mit dem goldenen Löwen symbolisiert die Zugehörigkeit der Insel zum Jeverland und zum Landkreis Friesland. Der Turm steht auf einem goldenen Schildfuß, der den Sandstrand versinnbildlicht. Die hinter dem Turm verlaufenden blau-silbernen Wellen stellen das Meer dar, das lange Zeit die Erwerbsquelle der Inselbewohner durch Fischfang und Schifffahrt war und es noch heute durch den Tourismus ist. Der Farbwahl ist die typische Oldenburger Farbgebung (Rot, Gelb und Blau) zugrunde gelegt worden. Die Flagge der Gemeinde zeigt in zwei gleich breiten Querstreifen von oben nach unten die Farben Blau und Rot. Die Mitte der Flagge ist mit dem Gemeindewappen belegt. |

## Wirtschaft und Infrastruktur
Bis zum Beginn des 18. Jahrhunderts lebten die Wangerooger vom Fischfang, dann dehnten die Blankeneser und Altonaer Fischer ihr Fanggebiet aus und machten den Wangeroogern ihr Gebiet streitig. Weitere Lebensgrundlagen waren Landwirtschaft mit Viehzucht. Das Meer bot Gelegenheit zum Strandraub und zum Bergen von Strandgut. Auch der Walfang, die Seefahrt und die Gewinnung von Muscheln für das Kalkbrennen dienten dem Überleben. Durch den Bau des neuen Westturms um 1600 konnte Zoll erhoben werden. Gegen Ende des 18. Jahrhunderts setzte ein wirtschaftlicher Aufschwung mit der Frachtschifffahrt ein, bei der bis zu 30 Segelschiffe an der Insel ankerten. Die Fahrten führten zu den Handelsplätzen an Nord- und Ostsee. Nach der verheerenden Sturmflut von 1854/55 war nur noch ein Segelschiff auf der Insel beheimatet. Zwischen 1832 und 1854 bestand westlich des heutigen Dorfes ein Salinenbetrieb mit 50 Arbeitern, der aus England importiertes Steinsalz mit Meerwasser umarbeitete und veredelte. Die Anlage bestand aus einem Gradierwerk, Siedehäusern mit Siedepfannen, Lagerhäusern sowie Wohngebäuden. Heute erinnert der Flurname Saline an die Anlage, die bis auf ein heute als Pension genutztes Haus abgebrochen wurde. Anfang des 19. Jahrhunderts während der Kontinentalsperre gegen England betätigten sich die Inselbewohner als Schmuggler. Sie unterliefen die Sperre, indem sie Waren vom damals unter britischer Hoheit stehenden Helgoland zum Festland transportierten.

### Tourismus und Kurort

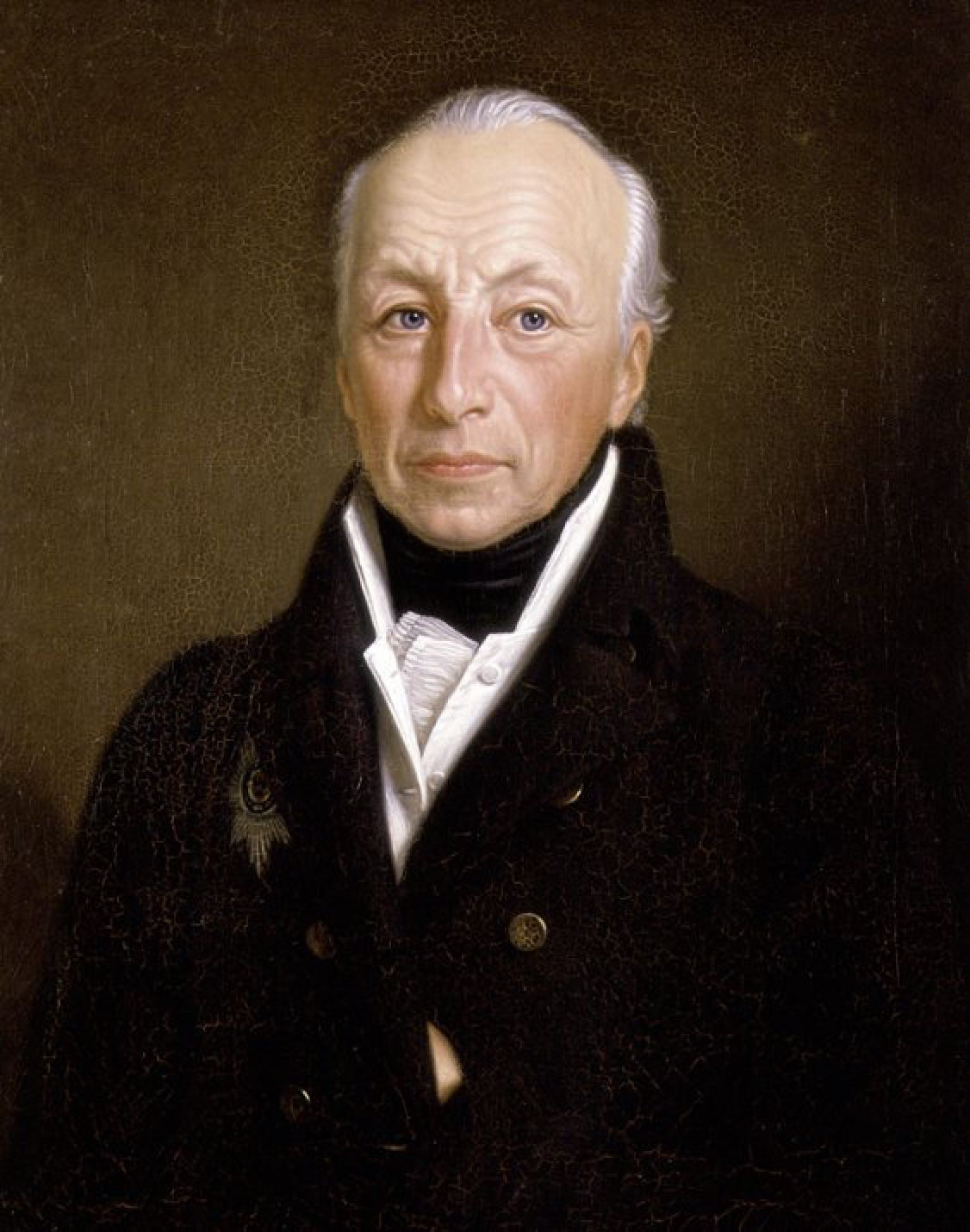
Einer der ersten prominenten Badegäste 1821: Landesherr Herzog Peter Friedrich Ludwig

Als die Insel 1804 zum Seebad wurde, setzte der wirtschaftlich lohnende Bädertourismus mit Kurbetrieb ein, von dem die Inselgemeinde noch heute lebt. In diesem Jahr legte Friederike Auguste Sophie zu Anhalt-Zerbst den Grundstein des Tourismus. Als Landesherrin der Herrschaft Jever stiftete sie symbolisch einen Badekarren. Zu dieser Zeit war Jever Teil des Russischen Kaiserreichs. Aufgrund der napoleonischen Kriege und verschiedener Besetzungen setzte das Badeleben erst 1818 verstärkt ein. 1823 zählte man bereits 1800 Gäste.
Prominente Badegäste dieser Zeit waren der Landesherr Herzog Peter Friedrich Ludwig und seine Enkelin Amalie von Griechenland. 1823 kam die zwölfjährige Prinzessin Auguste von Weimar mit Hofstaat. Bis Mitte des 19. Jahrhunderts entstanden zwei Logierhäuser mit jeweils rund 50 Zimmern. Das vorläufige Ende des Badebetriebs war die verheerende Sturmflut von 1854/55. Erst 20 Jahre später siedelten sich wieder verstärkt Bewohner an. Ab 1880 bereicherten eine Giftbude und ein Warmbadehaus den Badeurlaub. Seit 1892 wird Kurtaxe erhoben.
Im 20. Jahrhundert machte sich in der Zeit des Nationalsozialismus der Bäder-Antisemitismus auch verstärkt auf Wangerooge breit. Bereits 1920 gab es Berichte, dass gehäuft Zettel mit antisemitischen Parolen auf der Insel kursierten und am Strand Hakenkreuzfahnen gehisst würden. Im Ersten und Zweiten Weltkrieg wurde der Tourismus wegen der militärischen Bedeutung der Insel eingestellt. Die Bombenschäden des alliierten Luftangriffs von 1945 an den Wohnhäusern waren bereits 1948 weitgehend behoben. Schon in den 1950er Jahren setzte der Fremdenverkehr wieder ein, allerdings unter den erschwerten Bedingungen der Nachkriegszeit. Badegäste entlohnten ihre Vermieter häufig in Naturalien oder mitgebrachten Baumaterialien. Im Jahre 1956 wurde ein Meerwasser-Bad eingerichtet, das zu dieser Zeit das größte Freibad auf den ostfriesischen Inseln war. 1962 wurde Wangerooge zum Niedersächsischen Staatsbad. Seit 1986 trägt es den Titel nicht mehr, da die Gemeinde die Bezeichnung „Nordseebad“ führt. Seit 1975 ist die Insel Nordseeheilbad.
Im Jahre 2004 feierte die Insel Wangerooge ihr 200-jähriges Bestehen als Seebad. Kuren auf der Insel sind vor allem angezeigt bei Erkrankungen der Atemwege, Herz- und Kreislaufstörungen sowie allergischen Erkrankungen und Hautleiden. Im Sommer steigt die Zahl der Feriengäste auf ein Mehrfaches der Einwohnerzahl an. Während der Hochsaison halten sich bis zu 10.000 Übernachtungsgäste sowie weitere 2000 Tagesausflügler auf der Insel auf. Im Jahr sind es rund 500.000 Übernachtungen.
Wangerooge ist zur touristischen Vermarktung der Insel der Marketingorganisation Die Nordsee GmbH in Schortens beigetreten. Die Organisation vertritt die sieben ostfriesischen Inseln sowie 15 niedersächsische Küstenorte. Sie ist verantwortlich für die gemeinsame Pressearbeit, das Marketing, die Durchführung von Messen und Veranstaltungen, die Erstellung von Printmedien sowie die Klassifizierung von privaten Ferienunterkünften.
Seit 1964 finden traditionell in der ersten Herbstferienwoche die „Wangerooger Musiktage“ der Musikschule Lohne mit über 2000 Gästen statt. Lehrer und Schüler organisieren vielerlei eintrittsfreie Konzerte und treten als Straßenmusiker in der Zedeliusstraße auf. Höhepunkte der Woche sind das Lehrerkonzert in der evangelischen Kirche St. Nikolai sowie das Schülerkonzert in der katholischen Kirche St. Willehad.

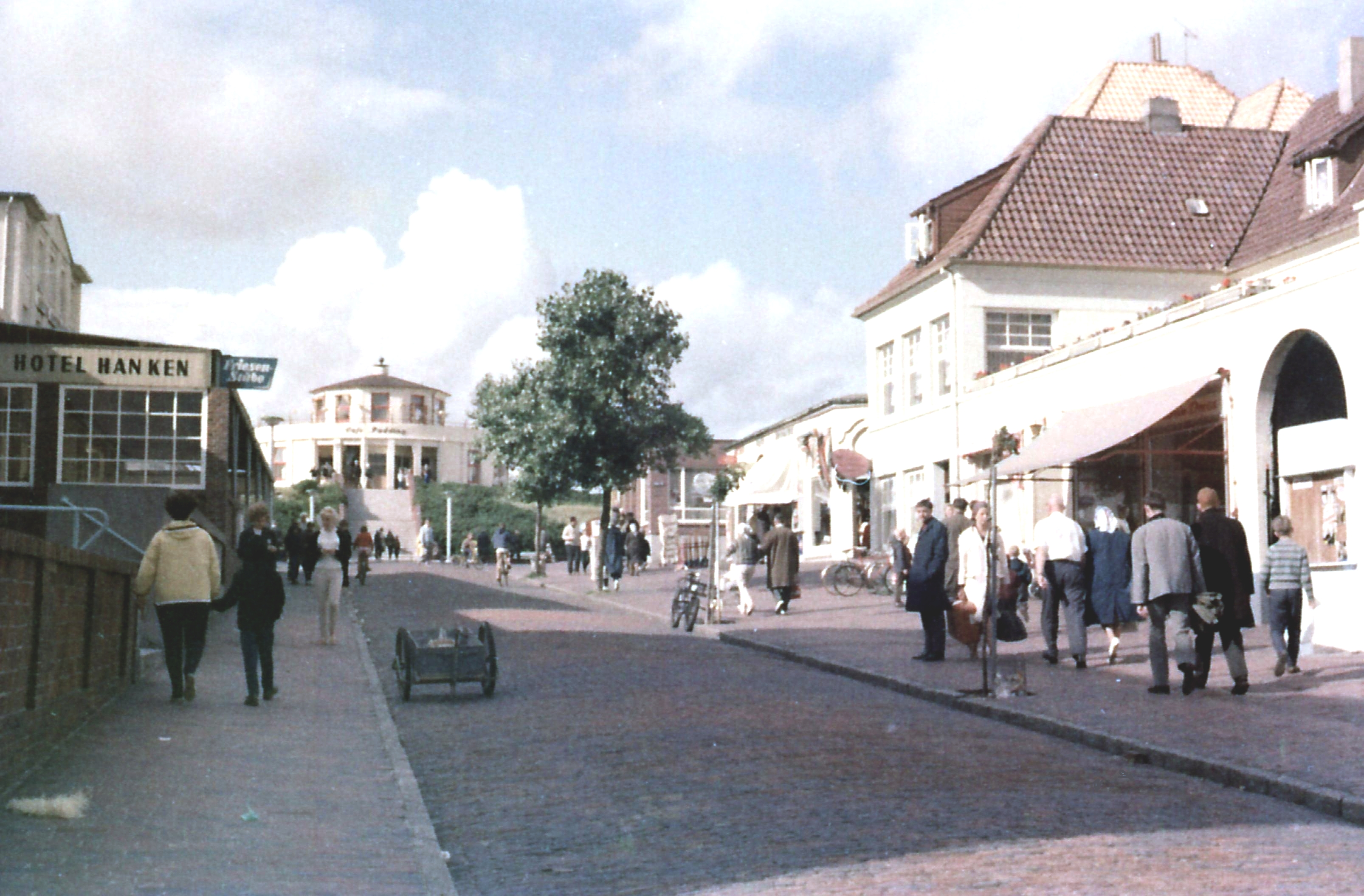
Zedeliusstraße, 1964
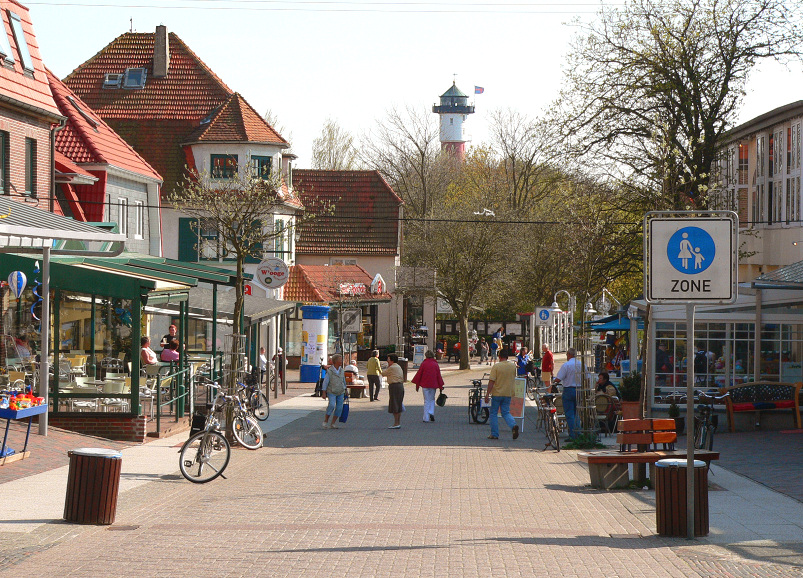
Blick aus Richtung Strand in die Fußgängerzone der Zedeliusstraße
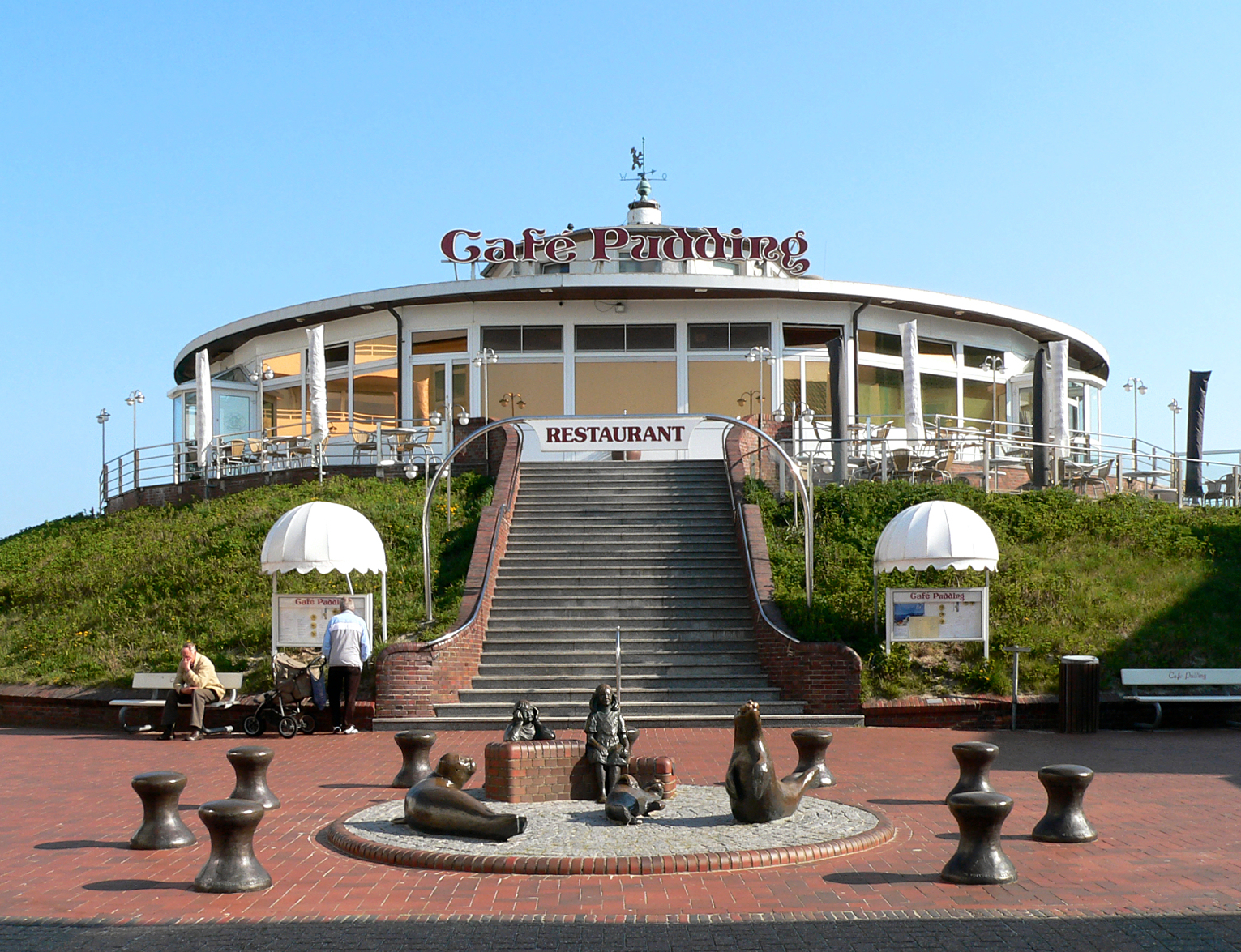
Das Café Pudding am Ende der Fußgängerzone
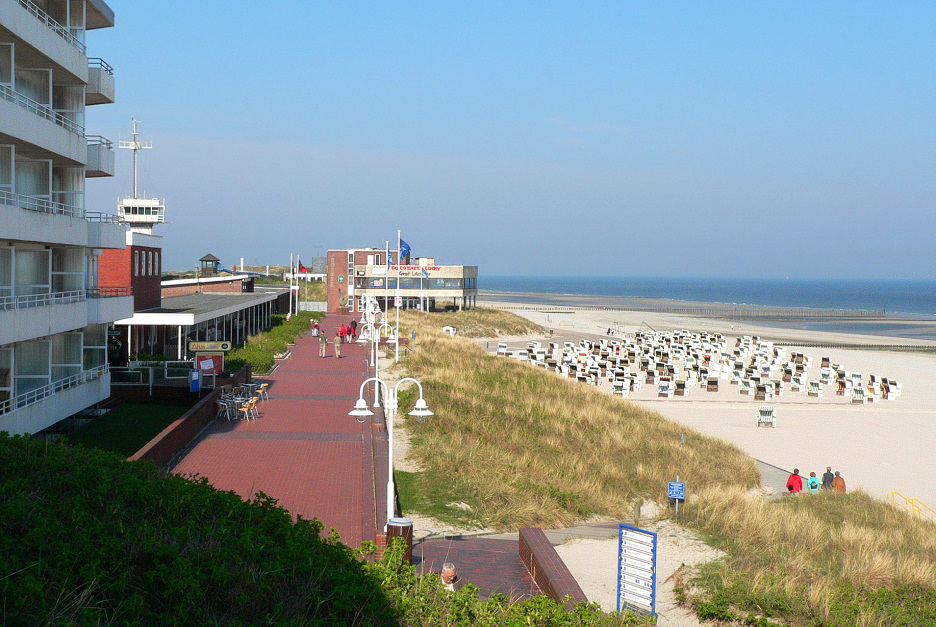
Blick auf die Strandpromenade
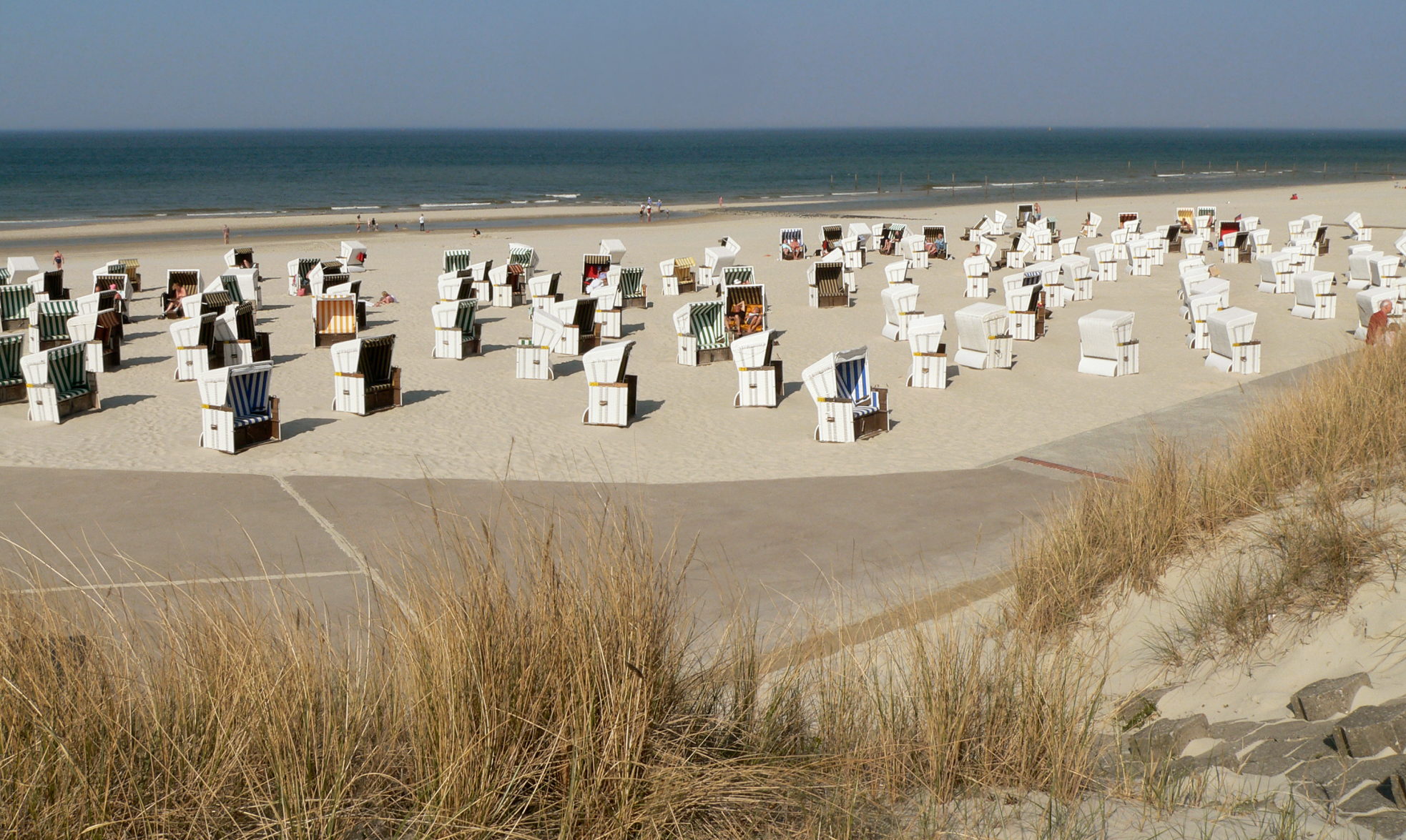
Hauptstrand mit Strandkörben
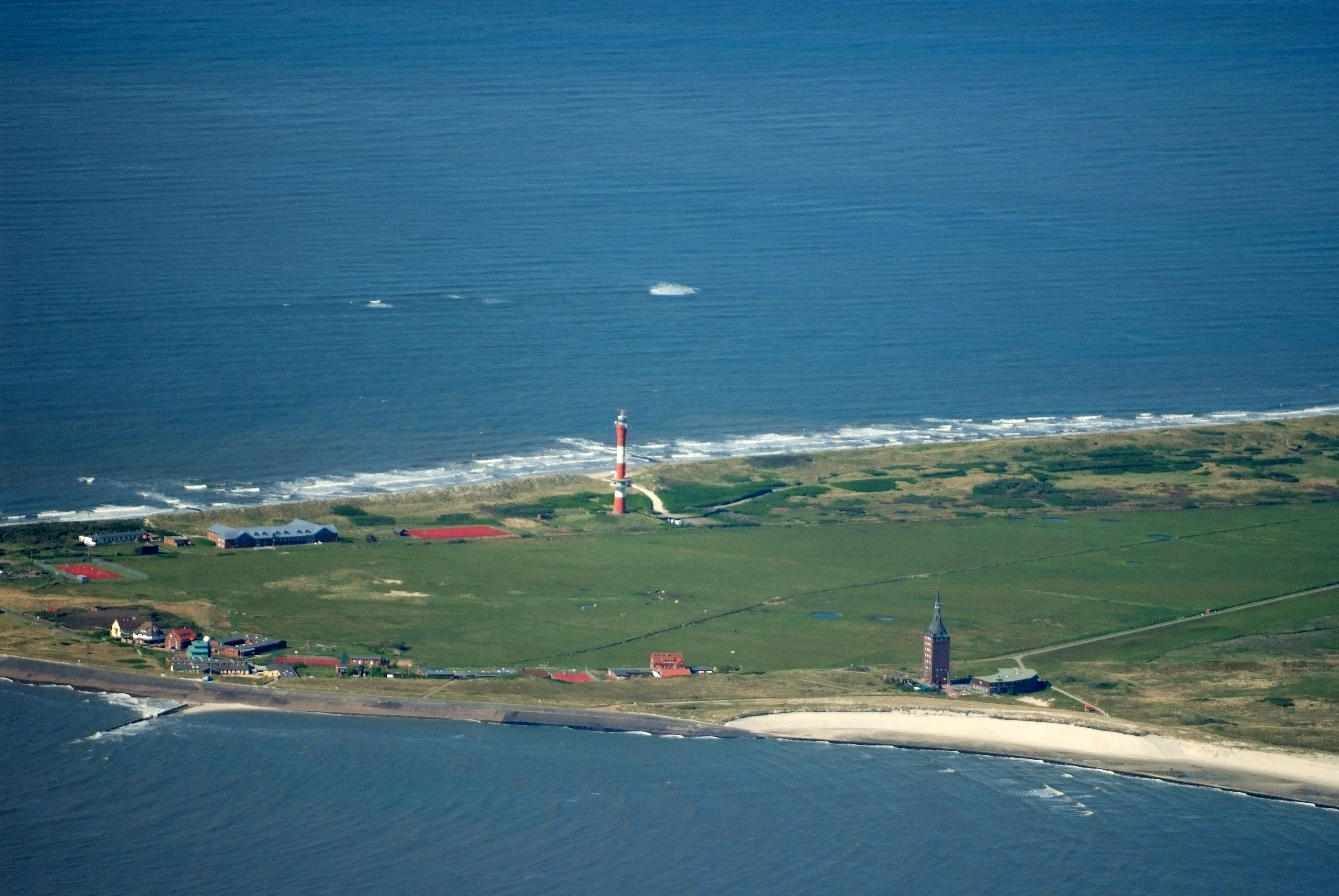
Westen der Insel mit neuem Leuchtturm, neuem Westturm und Jugendherberge
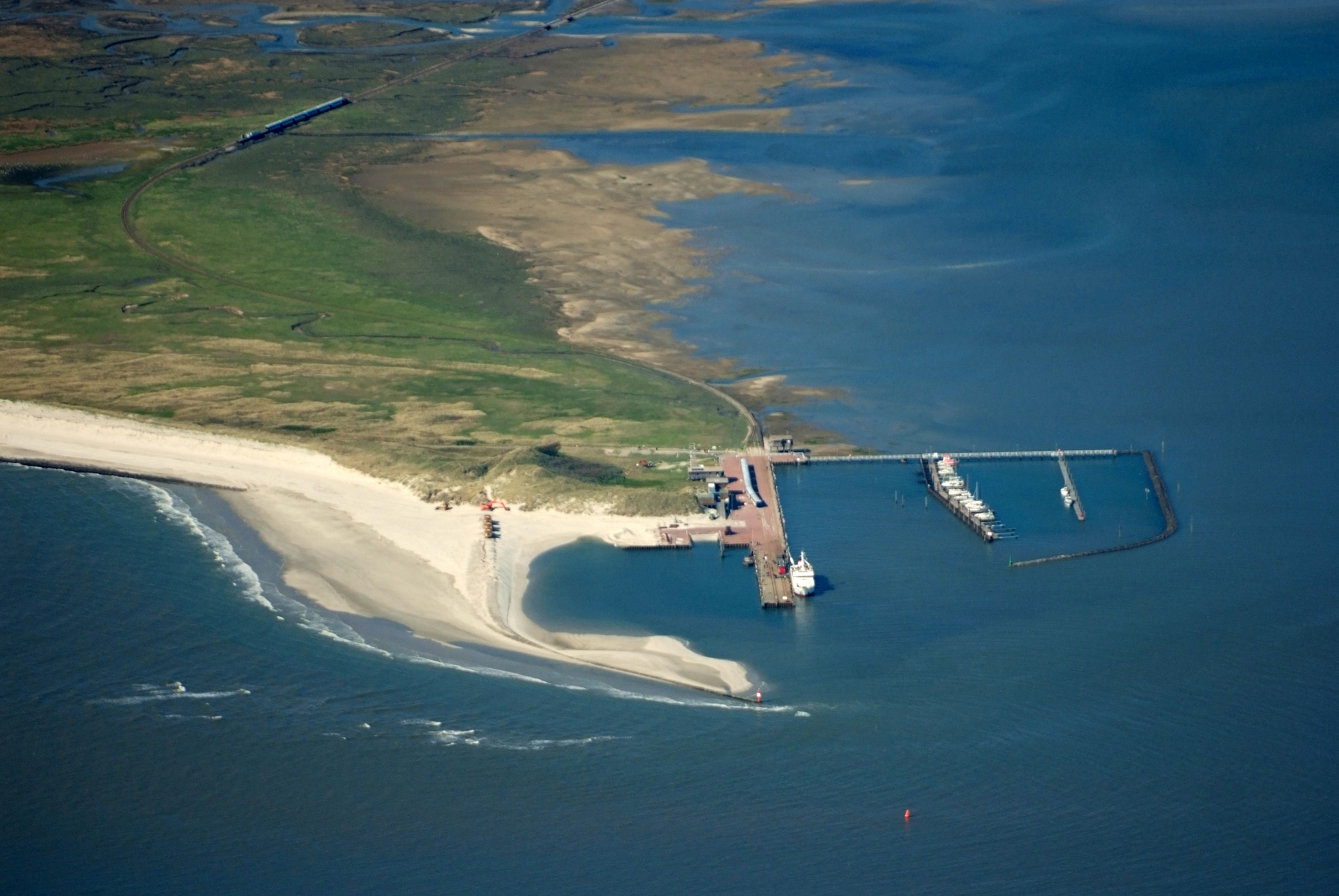
Westanleger Wangerooge

### Freizeitangebote

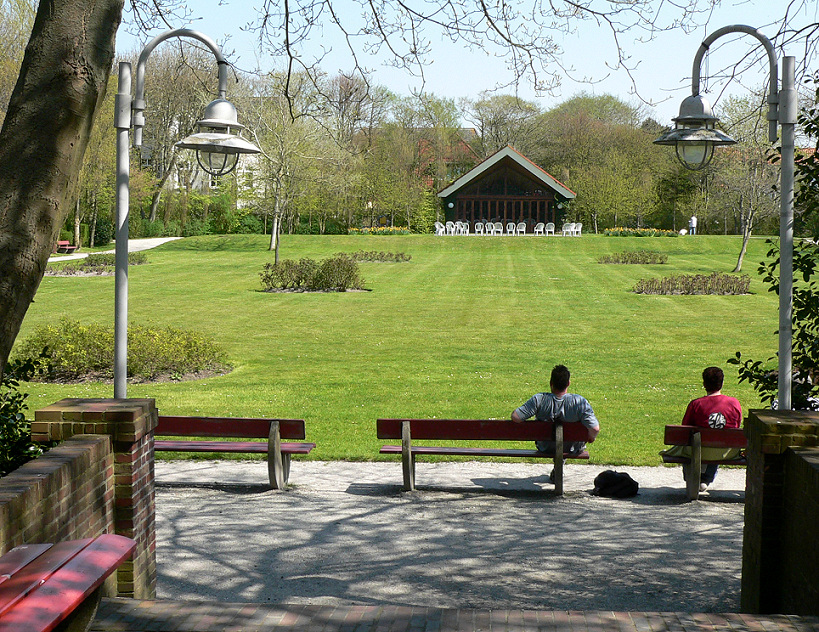
Blick in den Rosengarten

Das Freizeitangebot ist zu einem großen Teil durch die Natur bestimmt. Am kilometerlangen Sandstrand können Strandkörbe in Höhe des Inseldorfes gemietet werden. Es werden geführte Wattwanderungen angeboten. Bereits in den 1960er Jahren entstanden verschiedene Kureinrichtungen, wie das Haus des Kurgastes, das Kurmittelhaus und das Haus des kleinen Kurgastes. Zur touristischen Infrastruktur gehört seit 1984 ein Meerwasser-Hallenbad. Der Dorfplatz und der Rosengarten im Ortszentrum sind gepflegte Parkanlagen. Dort befindet sich auch das Nationalparkhaus als lokales Informations- und Bildungszentrum zum Thema Naturschutz. Einen guten Überblick erhält man vom Alten Leuchtturm aus, in dem sich auch das Inselmuseum befindet. Zu den Freizeitangeboten gehören ein Tennisplatz, eine Tennis- und Squashhalle, eine Surfschule, ein Sportplatz sowie eine Golfanlage. Ein Reitstall bietet Pferdeausritte in die Dünen und am Strand an. Vom Hafen aus sind Schiffsausflüge zu den Nachbarinseln und den Seehundbänken möglich. Auch ein Kino gibt es auf der Insel.
Auf der Insel bestehen mehrere Jugend-, Kinder- und Landschulheime sowie Mutter-Kind-Kurheime. Im ehemaligen Schullandheim des Oldenburger Jugend-Erholungswerkes wurde 2009 ein Beachclub mit Diskothek eingerichtet.

### Besonderheiten

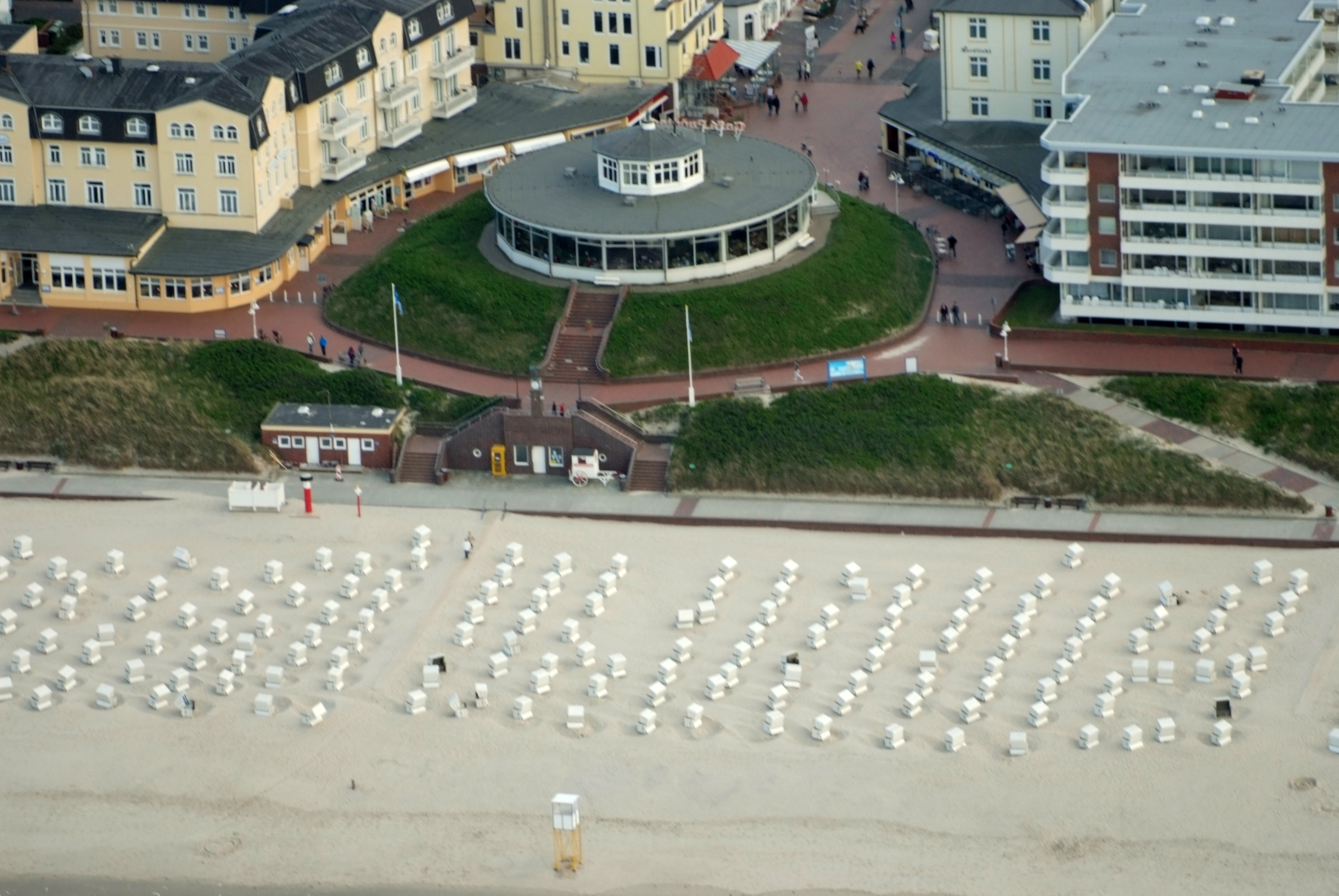
Luftbild vom Café Pudding

Eine Besonderheit des Inseldorfes ist das Café Pudding. An zentraler Stelle gelegen, gilt es als eines der Wahrzeichen der Insel. Es liegt auf einem runden Dünenhügel an der Strandpromenade. Auf der Düne wurde 1855 eine Bake als Seezeichen aufgestellt. Im Zweiten Weltkrieg wurde der Hügel zu einem Bunker ausgebaut. Nach dem Krieg wurde er auf Anweisung der Besatzungsmacht demilitarisiert und fand eine Verwendung als Café.

### Verkehr

#### Autofreiheit

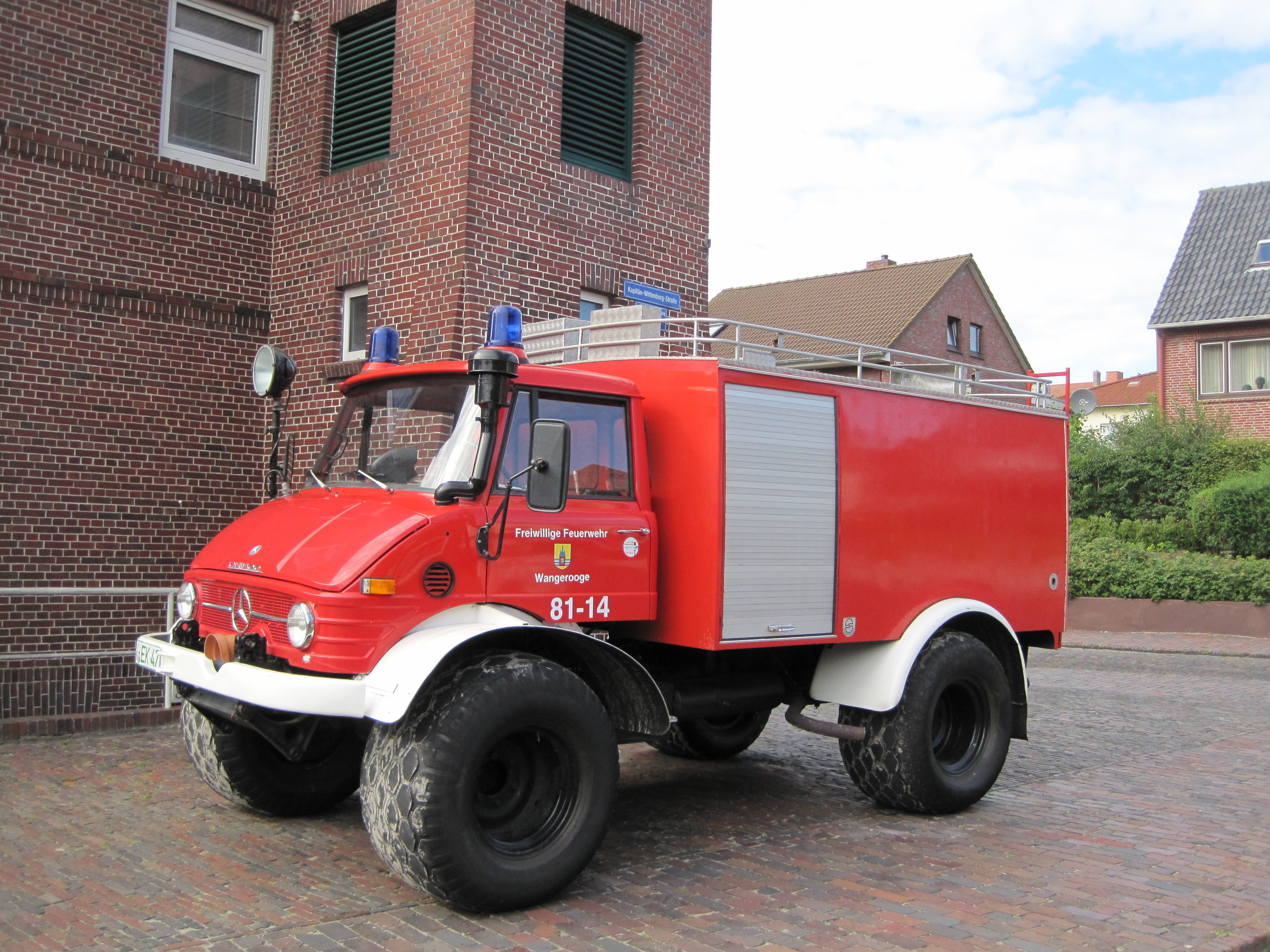
Tanklöschfahrzeug 8, basierend auf dem Unimog 416, der Wangerooger Feuerwehr kurz vor der Ausmusterung 2010

Wangerooge ist auto- und kraftfahrzeugfrei, Ausnahmen sind Einsatzfahrzeuge der Freiwilligen Feuerwehr, des Rettungsdienstes und der Deutschen Gesellschaft zur Rettung Schiffbrüchiger sowie Baumaschinen. Weitere Fahrzeuge sind Elektrokarren zum gewerblichen Transport und zwei Großraum-Taxis als Elektrofahrzeuge. Bis zum Jahre 2000 waren Pferdekutschen für den gewerblichen Lastentransport eingesetzt. Mittlerweile gibt es wieder Kutschfahrten für Gäste, insbesondere bei Hochzeiten. Die auf dem Inselbahnhof ankommenden Touristen bringen ihr Gepäck oft in Bollerwagen der Vermieter zu ihren Unterkünften. Fahrräder können auf der Insel ausgeliehen oder mit dem Schiff mitgebracht werden. Während die Verwendung von Pedelecs (bis 25 km/h) erlaubt ist, besteht ein Verbot für Speed-Pedelecs (45 km/h) sowie elektrische Tretroller, E-Scooter, Segways, Hoverboards und E-Skateboards. Das Wege- und Radwegenetz ist gut ausgebaut, außer das äußerste Ostende.

#### Schiff
Der Fährverkehr der DB Fernverkehr wird über den Westanleger im Südwesten der Insel abgewickelt. Täglich verkehren mehrere Fähren, deren Fahrplan sich nach Ebbe und Flut richtet. Der Schiffsanleger entstand 1912 aus militärischen Gründen zum Antransport von schweren Artilleriekanonen und wird im Volksmund Kanonenbrücke genannt. Ihm ist heute ein Yachthafen angegliedert. Wangerooges Festlandshafen ist das Carolinensiel vorgelagerte Harlesiel. Über ihn wird der größte Teil des Personen- und Güterverkehrs zur Insel abgewickelt.
Bis 1958 hatte Wangerooge einen tideunabhängigen Schiffsanleger am Ostende, der aber versandete und von dem heute nur noch hölzerne Überreste vorhanden sind. Darüber hinaus gab es bis Ende der 1990er Jahre einen stark tideabhängigen Yachthafen in der Inselmitte südlich vom Flurstück Saline.

#### Luft

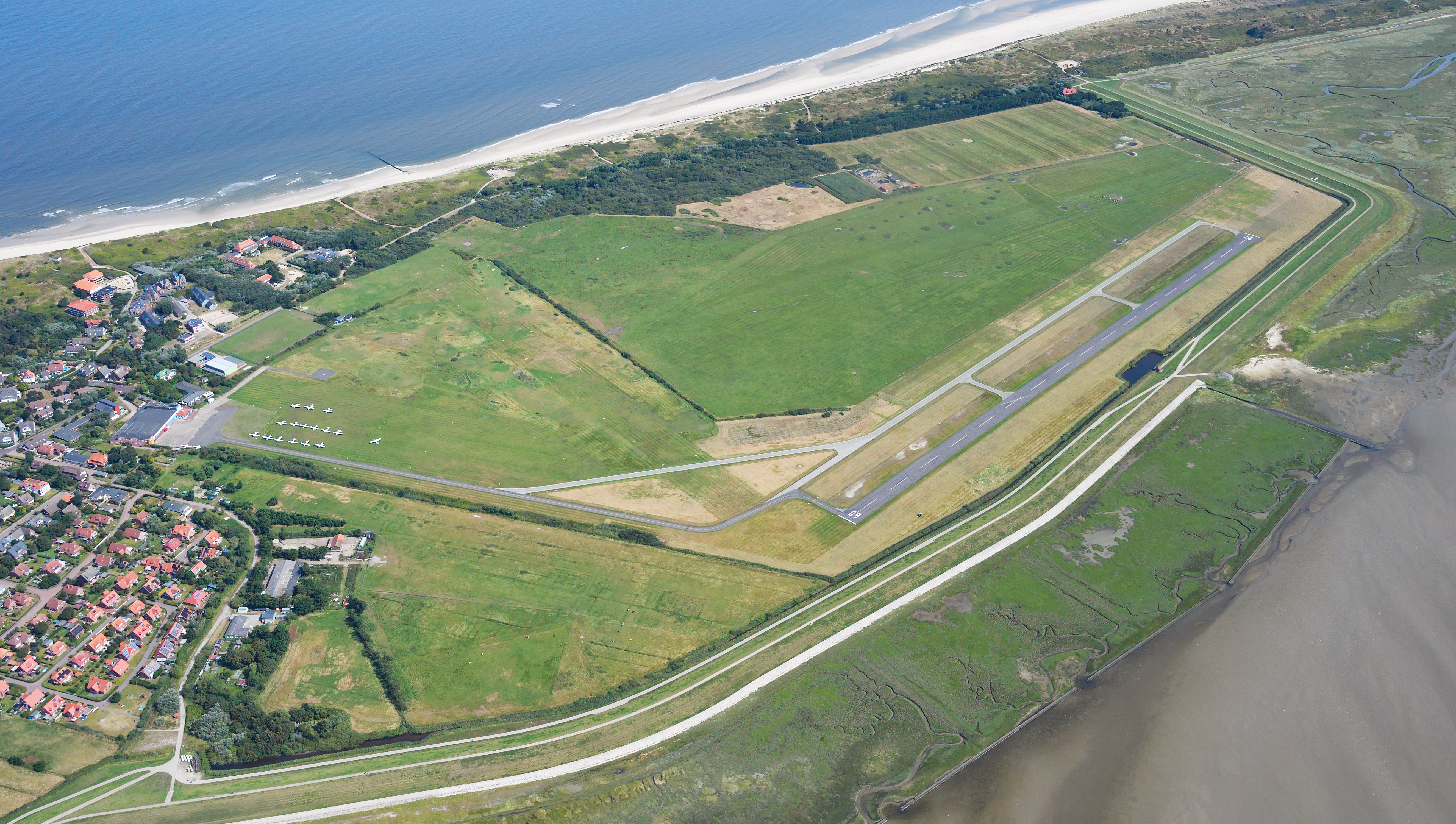
Flugplatz Wangerooge

Die Insel ist für Besucher über den östlich vom Inseldorf, am Ende der Charlottenstraße liegenden Kleinflugplatz Flugplatz Wangerooge erreichbar. Betreiber ist die Wangerooger Flughafen GmbH, die 1929 gegründet wurde. Die offizielle Flughafenbezeichnung lautet Verkehrslandeplatz Wangerooge. Der Flugplatz besitzt zwei Start- und Landepisten. Die längere der beiden Pisten hat einen Asphaltbelag und ist 850 m lang, die Graspiste ist 500 m lang. Im Stundentakt wird der Flugplatz von Flugzeugen der FLN Frisia-Luftverkehr vom nur fünf Flugminuten entfernten Flugplatz Harle angeflogen. Außerdem gibt es einen Hubschrauber-Landeplatz. Zur Mittagspause ist der Flugplatz geschlossen. Außerhalb der Öffnungszeiten des Flugplatzes (auch nachts) dürfen nur Luftfahrzeuge im Rettungseinsatz dort landen, zum Beispiel der ADAC-Rettungshubschrauber Christoph 26, der am Krankenhaus Sanderbusch in Sande stationiert ist.

#### Inselbahn
Die Wangerooger Inselbahn ist eine Schmalspurbahn mit 1000 mm Spurweite, die regelmäßig die Passagiere und die Fracht der Fährschiffverbindung von Harlesiel nach Wangerooge die etwa drei Kilometer lange Strecke vom Hafen (Westanleger) zum zentral gelegenen Dorfbahnhof befördert. Eine Zweigstrecke zum Bahnhof Westen wird bei Bedarf bedient. Zwischen 1905 und 1958 führte die Strecke über den Dorfbahnhof hinaus zur tideunabhängigen Schiffsanlegestelle Ostanleger. Da die Fähren wegen der Tideabhängigkeit fast täglich zu anderen Zeiten verkehren, sind auch die Verkehrszeiten der Inselbahn täglich anders. Es gibt einen Jahresfahrplan, aus dem die Fahrten für jeden Tag entnommen werden können.
Bahnbetreiber ist die SIW Schifffahrt und Inselbahn Wangerooge, eine Organisationseinheit der DB Fernverkehr AG. Damit ist die Wangerooger Inselbahn die einzige von der Deutschen Bahn betriebene Schmalspurbahn.
Impressionen

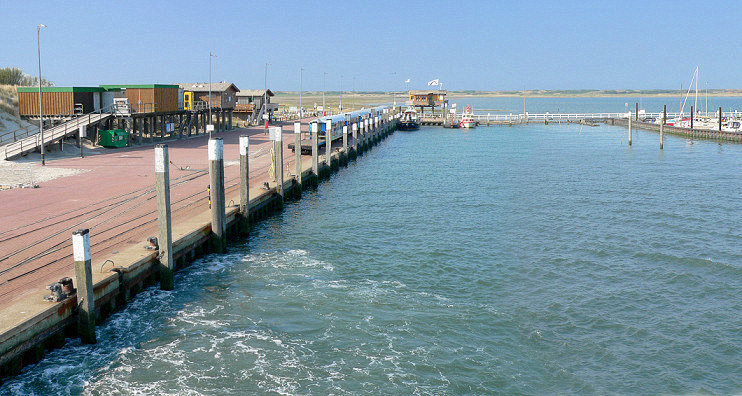
Westanleger
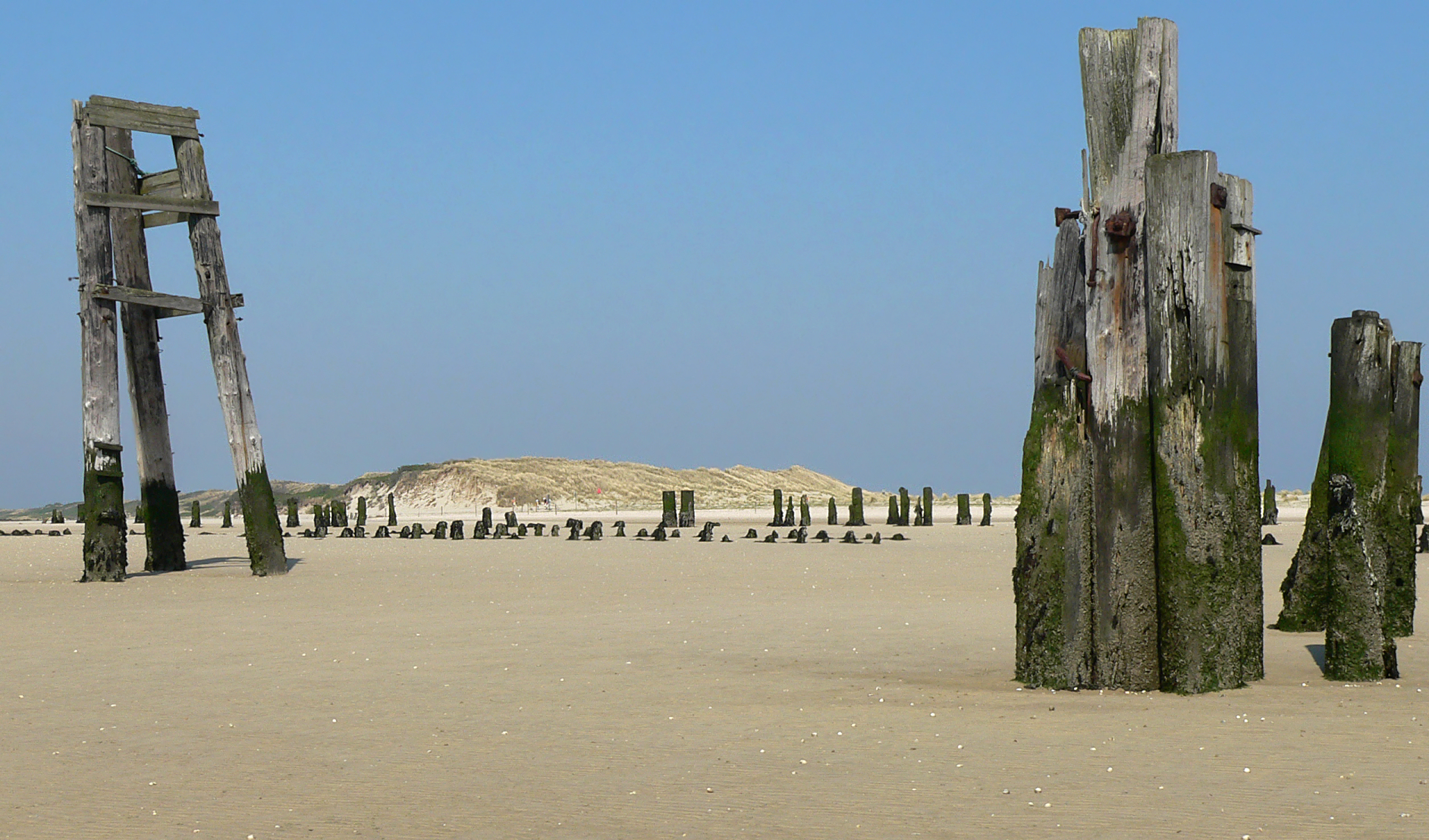
Reste des ehemaligen Ostanlegers
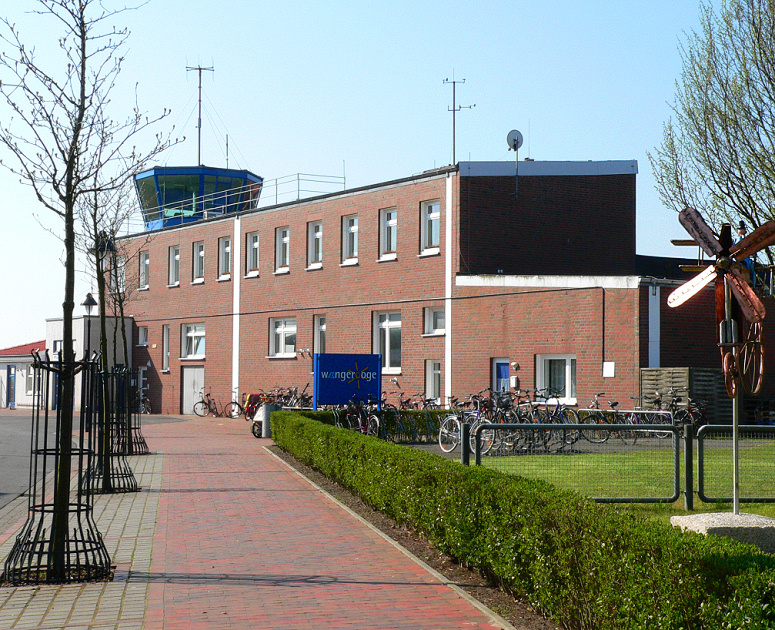
Flughafengebäude mit Tower
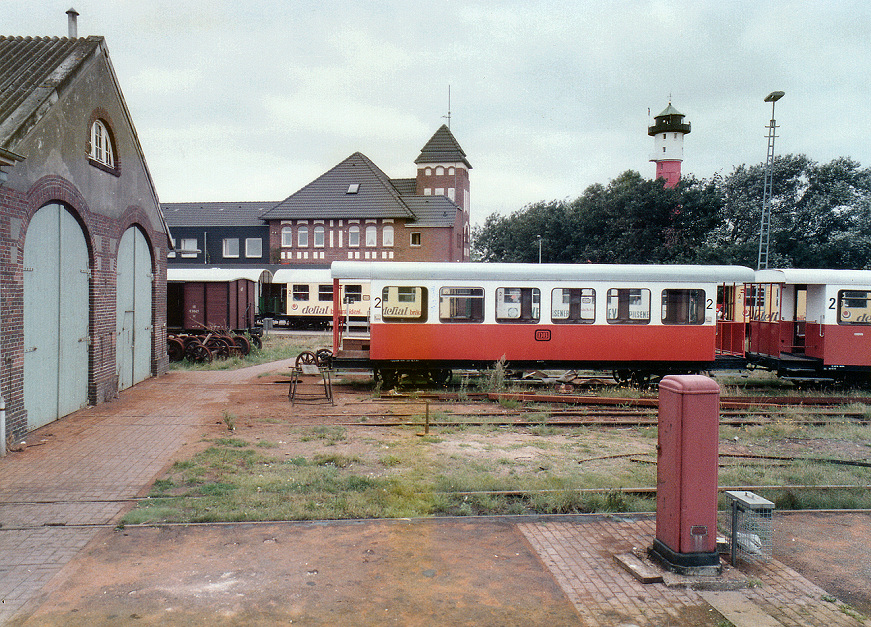
Bahnhof mit Lokschuppen, 1984
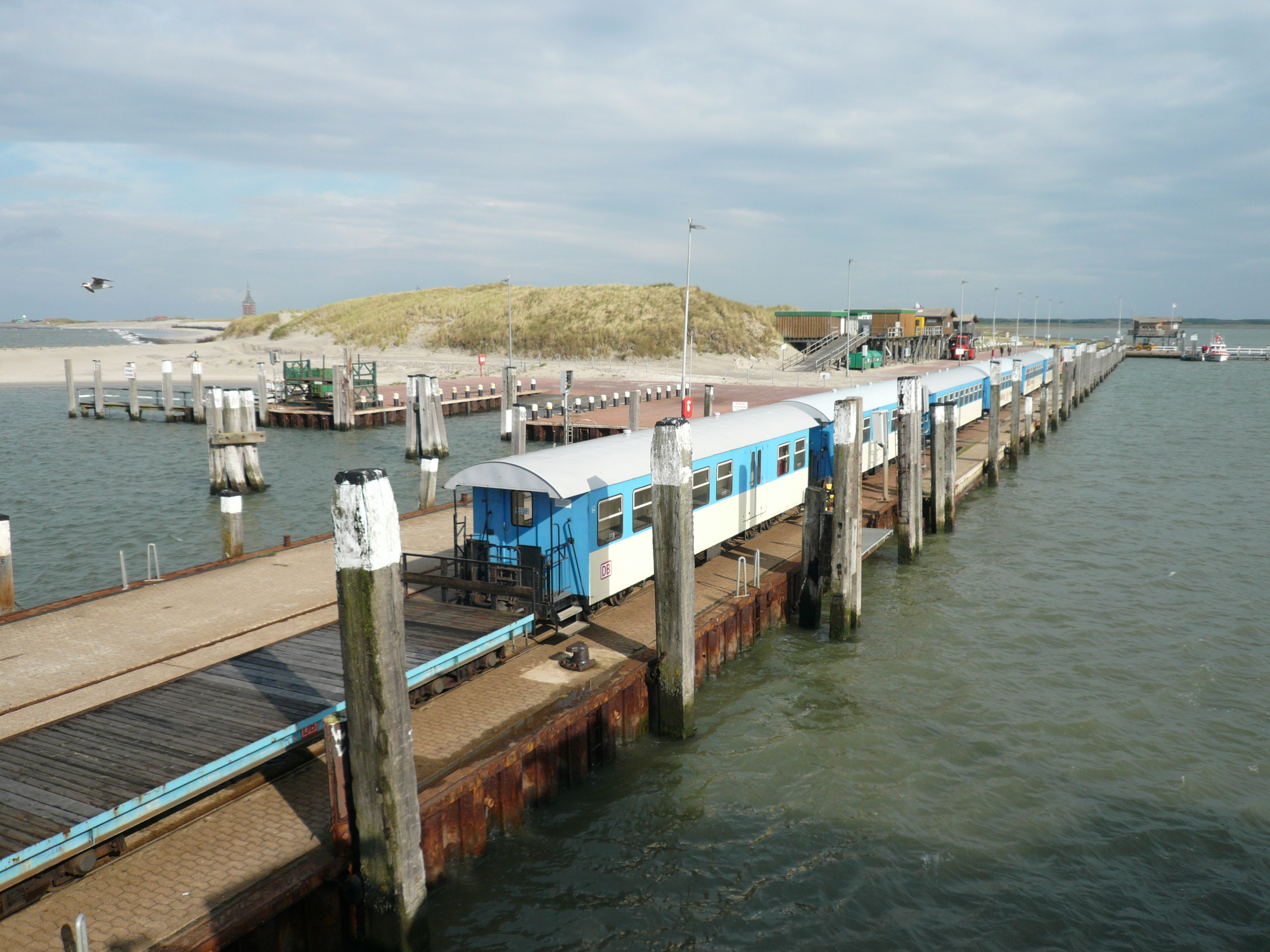
Die Inselbahn am Westanleger

### Versorgung

#### Trinkwasser
Die Insel wird seit 1963 durch Rohrleitungen vom Festland aus mit Trinkwasser versorgt. Zur Notversorgung gibt es auf der Insel ein Wasserwerk mit drei etwa zehn Meter tiefen Brunnen. Die 1951 in Betrieb genommene Anlage arbeitet auch als Speicherpumpwerk mit einem Speichervolumen von 2000 m³. Die Wasserförderung ist möglich, da sich unter Wangerooge eine uhrglasartig aufgewölbte Süßwasserlinse bis in 50 m Tiefe befindet. Das Reservoir hat sich durch die Versickerung von Regenwasser gebildet. Solche Süßwasserlinsen finden sich auch auf den übrigen ostfriesischen Inseln, die teilweise Trinkwasser zur Eigenversorgung fördern.

#### Abwasserbehandlung
Wangerooge verfügt zur Abwasserbehandlung seit Mitte 2005 über eine Klärschlammvererdungsanlage. In einem mit Schilf bepflanzten Becken werden die Schwebstoffe des Inselabwassers aufgefangen. Das geklärte Wasser wird ins Watt gepumpt. Wenn das Becken nach einigen Jahren gefüllt ist, wird der Humusboden ausgebaggert und verwertet.

### Rettungsstation der DGzRS
Die Deutsche Gesellschaft zur Rettung Schiffbrüchiger (DGzRS) hält im Fahrhafen der Insel ein Seenotrettungsboot vor, das bei Alarmierung durch freiwillige Helfer der Insel besetzt wird. Um im Einsatzfall schnell aus dem Ort zum weit entfernten Hafen zu gelangen, besitzt die Station ein geländegängiges Fahrzeug. Ein Rettungsschuppen für die Helfer steht direkt hinter dem DGzRS-Anleger.

## Kultur

### Sprache
Bis etwa 1930 wurde auf der Insel das Wangerooger Friesisch gesprochen, ein Dialekt der ostfriesischen Sprache. Es war neben dem heute noch lebendigen Saterfriesischen die einzige ostfriesische Mundart, die bis ins 20. Jahrhundert überdauerte. Die Sturmflutkatastrophe des Winters 1854/1855 war nicht nur sprichwörtlicher Untergang für das Wangeroogische. Durch die Umsiedlung der Bevölkerung auf das Festland wurde die Sprachgemeinschaft auseinandergerissen und die Sprache war langfristig nicht mehr überlebensfähig. Nach dem Aussterben der Mundart auf Wangerooge lebten noch bis in die 1950er Jahre einige Sprecher auf dem Festland.

### Inselmuseum

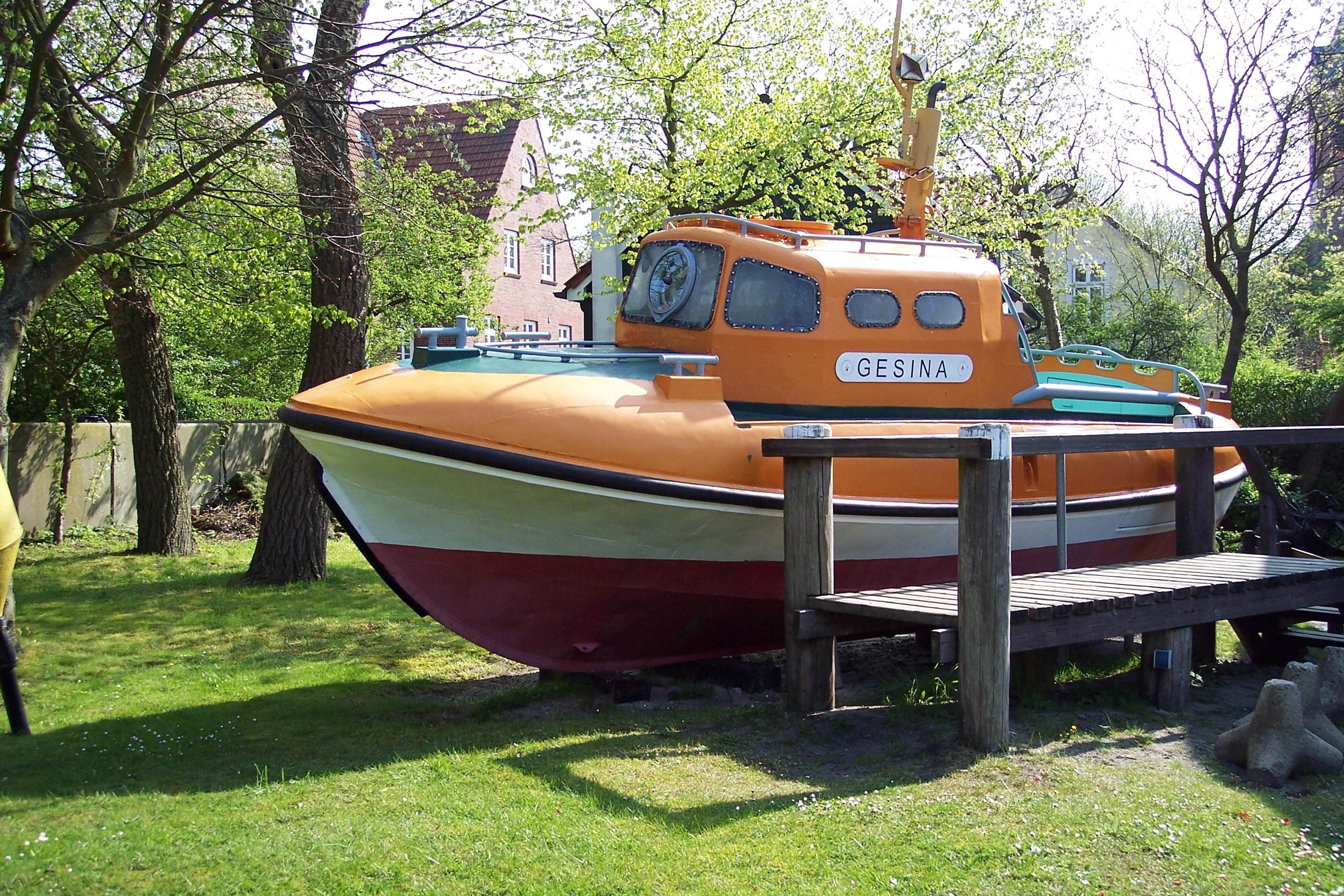
Rettungsboot Gesina am alten Leuchtturm (Inselmuseum)

Wangerooge besitzt ein Inselmuseum, das seit 1980 seinen Sitz im Alten Leuchtturm im Ortszentrum hat. Das Museum zeigt Ausstellungsstücke zur Inselgeschichte, zur Entstehung des Bädertourismus sowie eine Bernsteinsammlung. Vor dem Turm sind eine 1929 gebaute Schmalspur-Tenderlokomotive der Wangerooger Inselbahn sowie das ehemalige Wangerooger Rettungsboot Gesina (1971–1981) der DGzRS ausgestellt.

### Regelmäßige Veranstaltungen
Auf der Insel finden neben dem Hafenfest folgende sportliche Veranstaltungen im Jahresablauf statt:
- Beach-Volleyball-Turnier
- Westturm-Lauf als Volkslauf
- Skate-Night auf der Flugplatz-Landebahn
- Westturm-Cup als Segelregatta
- Tennisturnier
- Scalemates Meeting

### Bildung

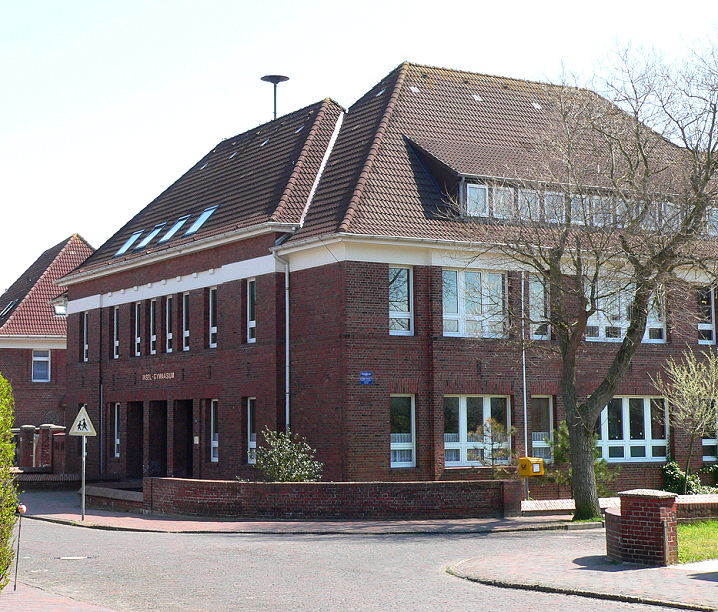
Inselschule, früher Jade-Kaserne

Wangerooge verfügt über eine Inselschule für die Klassenstufen 1–10, in der seit dem 13. August 2012 die Schulformen Grund-, Förder-, Haupt- (einschließlich der 10. Klasse) und Realschule sowie die Sekundarstufe I des Gymnasiums vereint sind. Die Schülerzahl liegt bei etwa 60, die Zahl der Lehrkräfte bei etwa 15. Der Unterricht erfolgt klassen- bzw. schulformübergreifend. Die Schule im Inseldorf befindet sich in einem Gebäudekomplex, der bis zum Ende des Zweiten Weltkriegs als Kaserne diente, die den Namen Jade-Kaserne trug.
Schüler der Insel, die das Abitur machen möchten, besuchen nach der zehnten Klasse das Niedersächsische Internatsgymnasium in Esens. Die Schüler des Internats kommen zu über 90 % von den ostfriesischen Inseln.

## Sehenswürdigkeiten und Bauwerke

### Kirchen

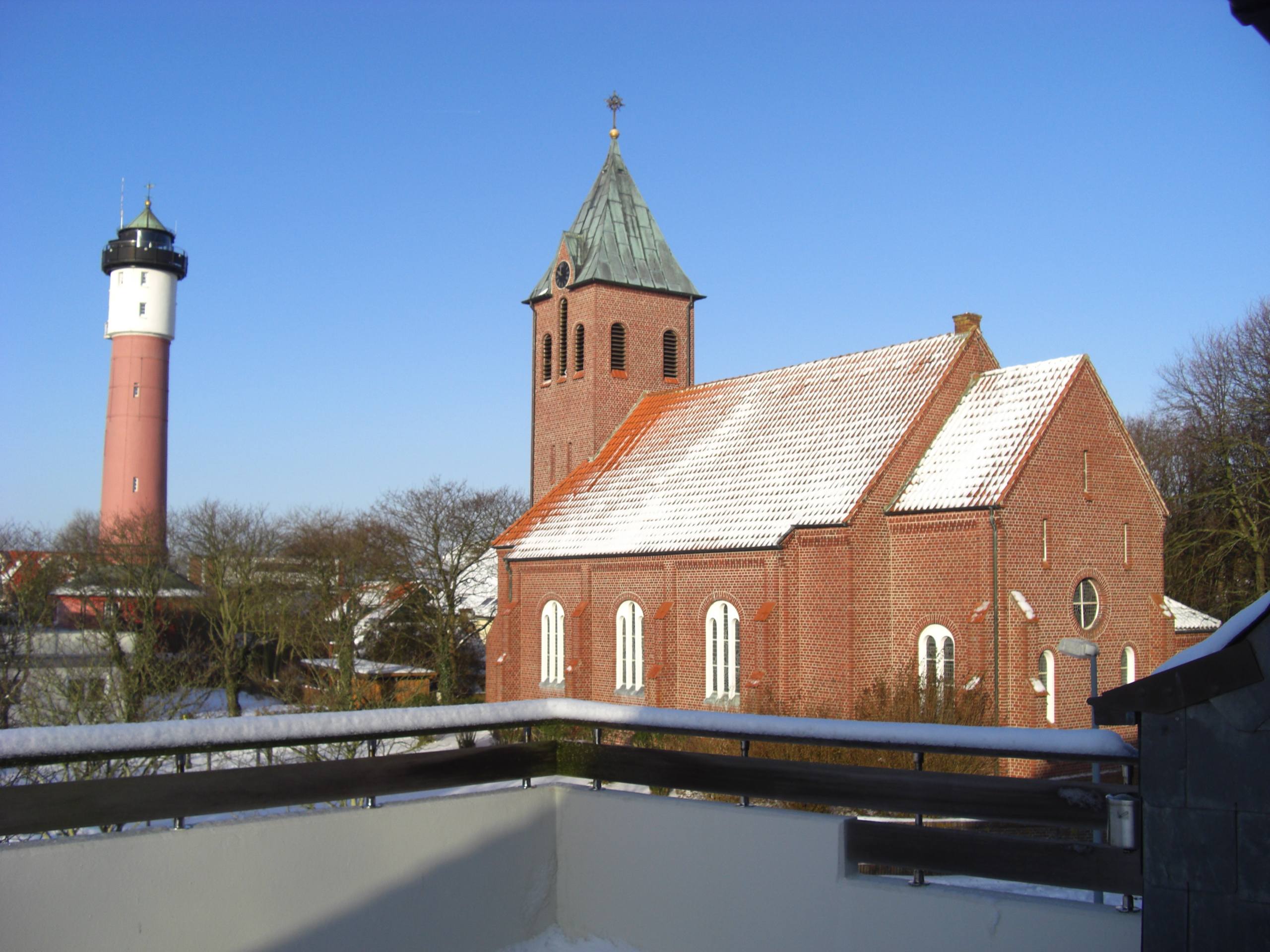
Nikolaikirche

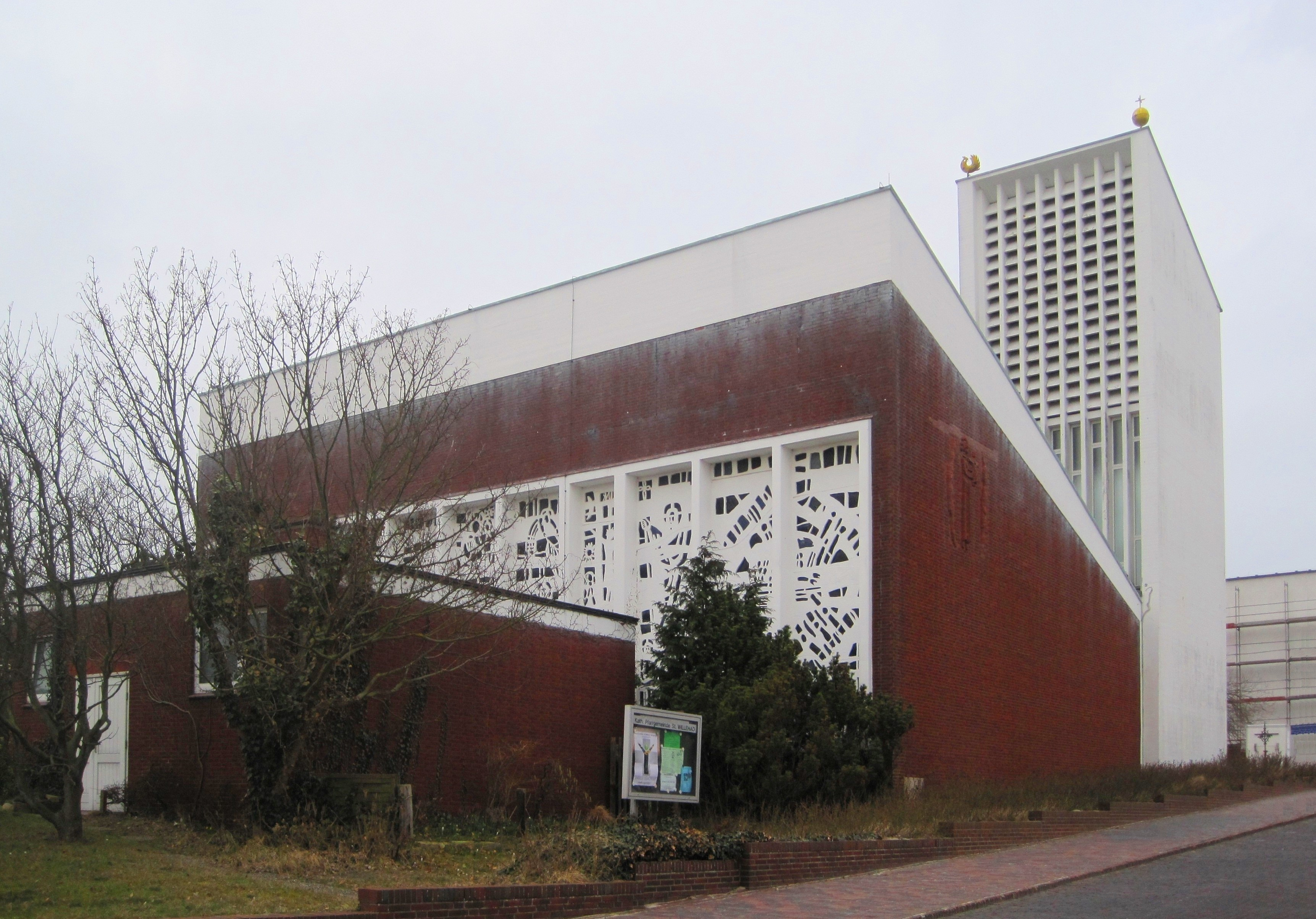
St. Willehad

Auf Wangerooge gibt es zwei Kirchenbauten: die evangelische Pfarrkirche St. Nikolai und die katholische Pfarrkirche St. Willehad. Letztere ist besonders beliebt bei den zahlreichen Touristen während der Ostertage und der Sommerferien.
- St. Nikolai: Das evangelische Kirchengebäude steht seit 1910 direkt neben dem alten Leuchtturm. Vor dem Umbau stand an diesem Ort eine 1866 erbaute Kapelle. Auch die Kirche des 1586 zerstörten Westdorfes der Insel trug die Bezeichnung St. Nicolai. Die Namensgebung ist auf den heiligen Nikolaus zurückzuführen, der Schutzpatron der Seefahrer und Kaufleute ist. Im Mittelalter wurde er besonders im norddeutschen Küstengebiet verehrt, und viele Kirchen tragen seinen Namen. Die Bedeutung des Schutzheiligen lässt sich daran ablesen, dass vor 1800 auf Wangerooge der Nikolaustag ein höherer Feiertag als Weihnachten war.[48][49] Die Kirchengemeinde gehört zur Evangelisch-Lutherischen Landeskirche in Oldenburg.
- St. Willehad: Das seit 1963 bestehende neue katholische Kirchengebäude der Insel ist nach dem Missionsbischof der Friesen Willehad benannt. Die vorherige, 1901 an der Schulstraße erbaute Kirche wurde am 25. April 1945, zusammen mit dem benachbarten Willehad-Stift, beim alliierten Luftangriff auf Wangerooge zerstört. Die katholische Gemeinde St. Willhad von Wangerooge wird kirchlich vom Bistum Münster verwaltet. Ihr Pfarrer war bis 2015 Kurt Weigel. Sein Nachfolger Egbert Schlotmann bietet zusammen mit seinem Urlauberseelsorgeteam ein breit gefächertes Programm für Touristen und Einheimische.[50]
- Die Neuapostolische Kirche ist auf Wangerooge mit einer kleinen Gemeinde im Freesenhus vertreten, die vom Ältestenbezirk in Wilhelmshaven betreut wird.

### Friedhöfe und Gedenkstätten

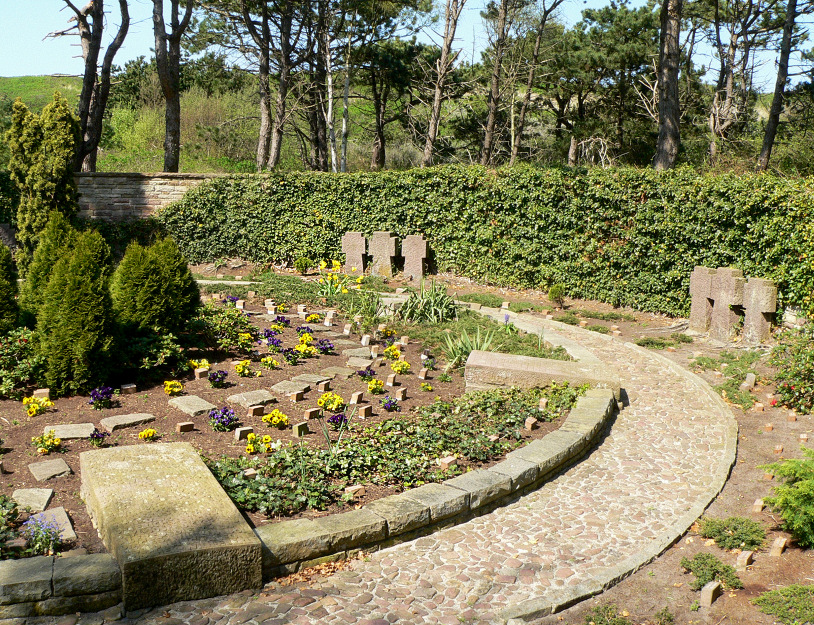
Kriegsgräber-Friedhof

Westlich des Inseldorfes im Dünengebiet befindet sich ein Friedhof mit Friedhofskapelle. 1951 legte der Volksbund Deutsche Kriegsgräberfürsorge (VDK) daneben einen Ehrenfriedhof für die Opfer des Luftangriffs von 1945 an, auf den 238 Opfer umgebettet wurden. In den Dünen östlich der Aussichtsdüne gibt es einen zum Kriegsgrab erklärten Bunker. Der mit 20 Personen besetzte Befehlsbunker erhielt bei dem Luftangriff einen Volltreffer. Da er nur noch Leichenteile enthielt, wurde er verschlossen. Heute mahnen eine Inschriftenplatte und ein großes Kreuz an das Ereignis.

### (Leucht-)Türme

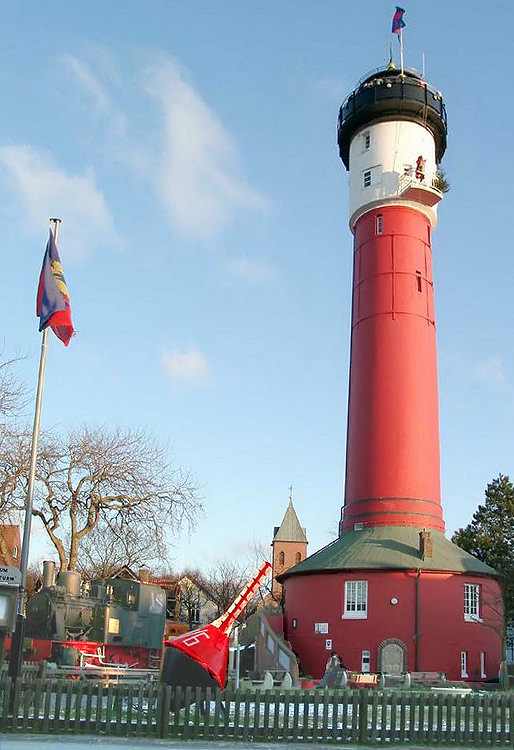
Alter Leuchtturm mit Inselmuseum im Dorf

Wangerooge verfügt über ein aktives Seefeuer (Neuer Leuchtturm Wangerooge) und zwei historische Seezeichen, den Alten Leuchtturm im Ort sowie den Westturm. Von der Insel aus sind zahlreiche andere Leuchttürme und Seezeichen zu sehen, die den Seeschiffen bei Ein- und Ausfahrten in die Gewässer Jade, Weser und Elbe als Leitsystem dienen (Radarkette Weser). Zu den Seezeichen, die in ihrer Gesamtheit nur von Wangerooge aus mit bloßem Auge zu sehen sind, gehören der bekannte Leuchtturm Roter Sand und sein Nachfolger Alte Weser sowie die Leuchtfeuer Helgoland, Minsener Oog und Mellumplate.

#### Alter Leuchtturm
Der Alte Leuchtturm im Ortszentrum von Wangerooge wurde 1856 fertiggestellt und befand sich zu dieser Zeit am Ostende der Insel. Anfangs mit einem Petroleum-Feuer betrieben, wurde er gegen Ende des Jahrhunderts elektrisch betrieben und 1927 auf 39 Meter aufgestockt. Seitdem der Leuchtturm 1969 vom Neuen Leuchtturm abgelöst wurde, dient er als Aussichtspunkt. Seit 1980 ist in ihm das Inselmuseum eingerichtet. In der Turmspitze befindet sich seit dem 15. März 1996 eines der außergewöhnlichsten Standesämter Deutschlands. Es war der erste Leuchtturm in Deutschland, auf dem man sich trauen lassen konnte. Bis 2012 haben sich etwa 5000 Paare auf dem Leuchtturm trauen lassen.

#### Neuer Leuchtturm

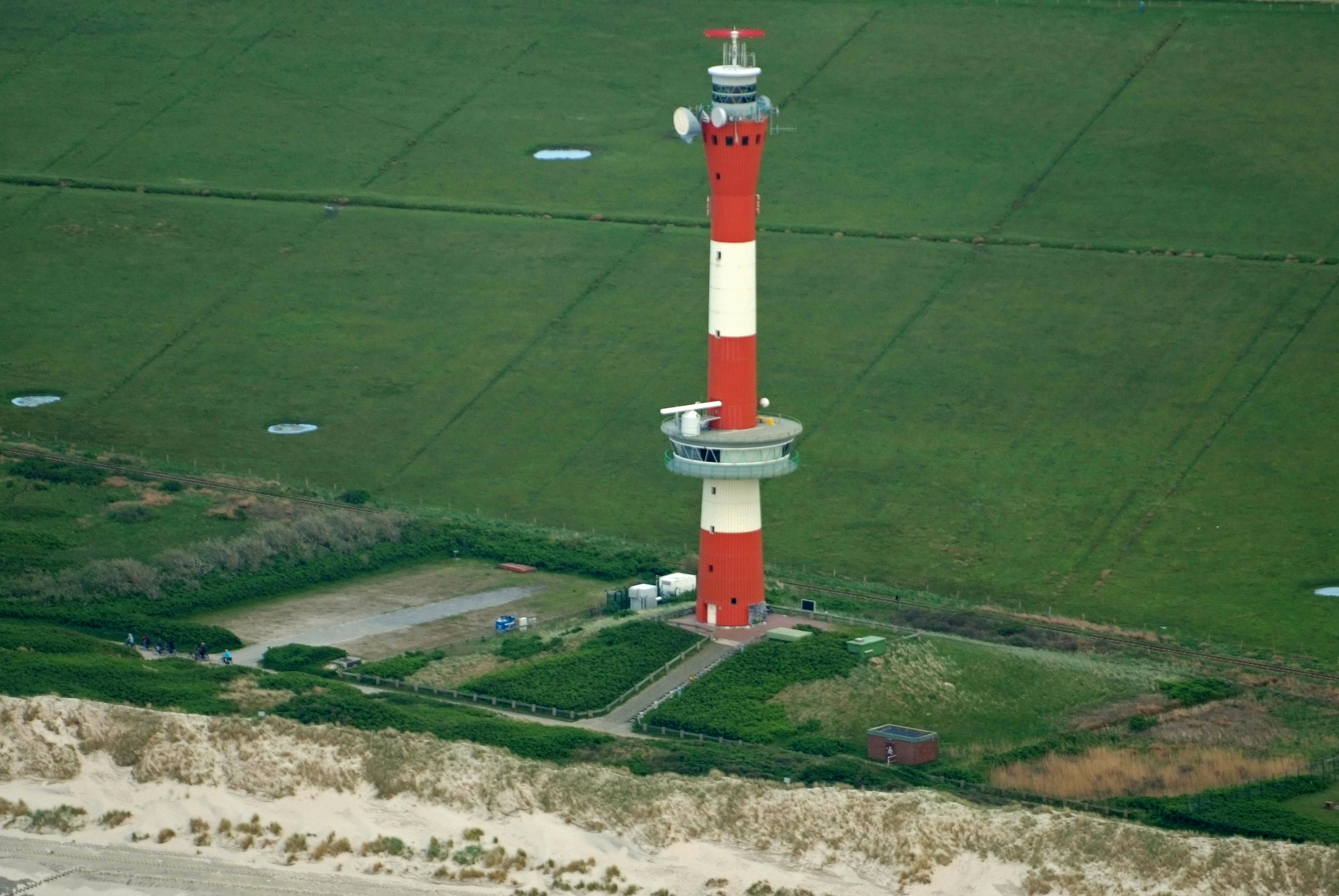
Neuer Leuchtturm im Westen der Insel

Mit dem Ausbau des Jadefahrwassers und der damit einhergehenden Zunahme des Schiffsverkehrs wurde es notwendig, einen neuen Leuchtturm zu bauen. Er sollte für mehr Sicherheit in diesem viel befahrenen Bereich der Deutschen Bucht sorgen. Der Alte Leuchtturm erwies sich wegen seiner geringen Höhe und seines ungünstigen Standorts im Inseldorf als nicht mehr geeignet. Seit 1969 leitet der neue Turm, der hinter den Dünen im Westen der Insel errichtet wurde, vorbeifahrende Schiffe. Das Seefeuer in 61,22 Metern Höhe ist eines der höchsten an Deutschlands Küsten und hat eine Reichweite von 56 Kilometern. Mit einer Höhe von 67,2 Metern ist er der höchste Leuchtturm in Deutschland. Die Kennung ist das Signal: 0,1 Sekunden Blitz (Rot), 4,9 Sekunden Pause.

#### Marine-Signalstation
Am westlichen Ende der Strandpromenade steht der 35 Meter hohe Turm der früheren Marine-Signalstation, die zur optischen Nachrichtenübermittlung an vorbeifahrende Schiffe diente. 1876 als Küsten-Beobachtungshäuschen entstanden, wurde der Turm mehrfach um- und ausgebaut. Bereits 1968 wurde er als Marinesignalstelle der Bundesmarine außer Dienst gestellt, diente aber bis in die 1990er Jahre als Richtfunk-Station der Marine. Die lange Nutzung unterstreicht die strategische Bedeutung, die die Insel aufgrund ihrer Lage in der Nordsee für das Militär innehatte.

#### Westtürme

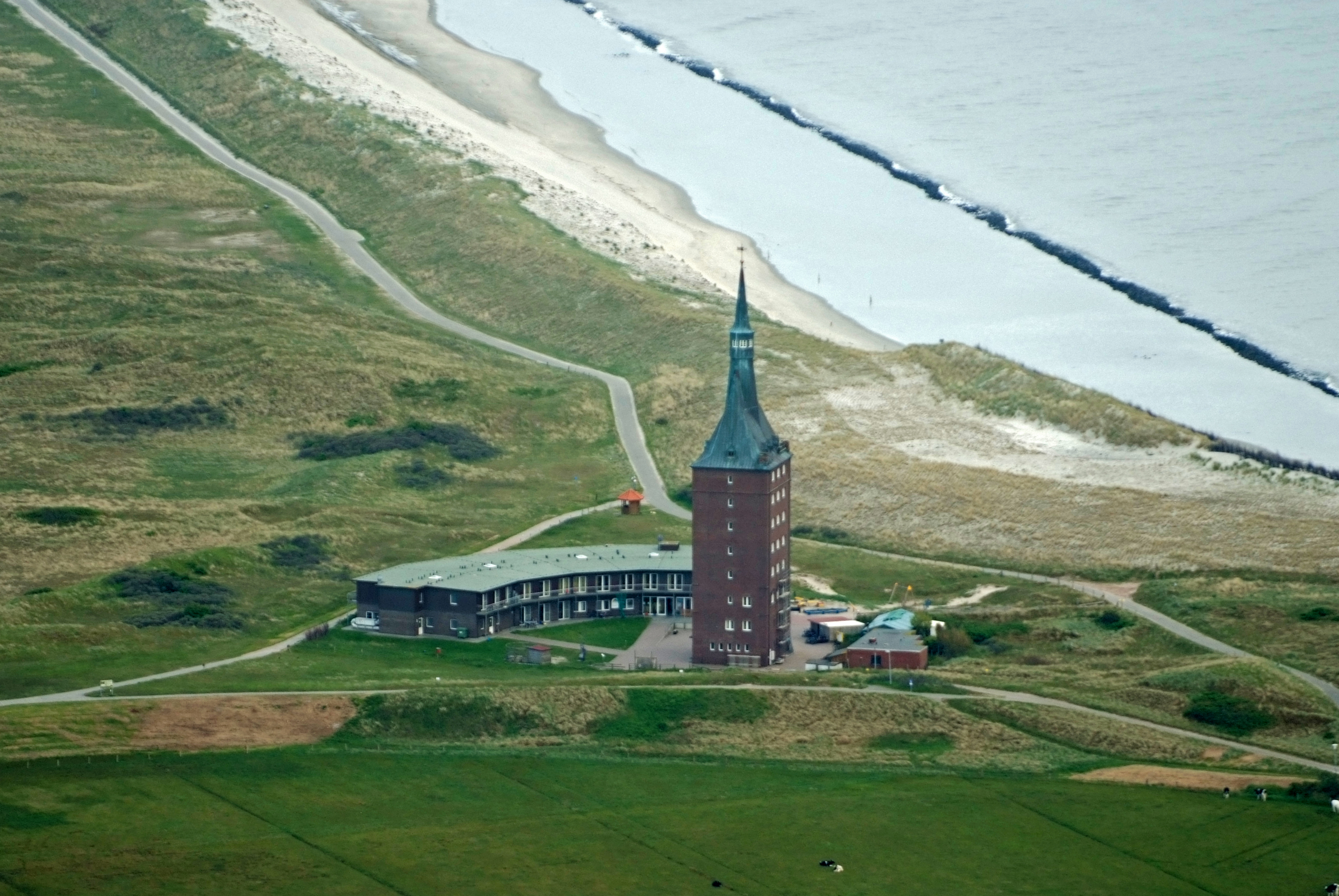
Neuer Westturm von 1932 mit Jugendherberge

Im Laufe der Inselgeschichte kam es zum Bau von insgesamt drei (West-)Türmen, von denen heute nur noch der letzte Turm von 1932 besteht. Die Turmbauten hatten jeweils unterschiedliche Funktionen.
Der erste, vermutlich im 14. Jahrhundert errichtete Westturm war der Kirchturm der Nikolai-Kirche im Inseldorf, der Schiffen als Landmarke zur Orientierung diente. Als infolge der Ostverlagerung der Insel das Meer näher rückte, mussten Dorf mit Kirche und Friedhof aufgegeben werden.
Der zweite Westturm wurde nach fünfjähriger Bauzeit 1602 eingeweiht. Mit dem Bau des Turms wurde auch dem Wunsch von Bremer Kaufleuten nach einer Landmarke für ihre in die Weser einfahrenden Schiffe entsprochen. Im Spitzdach des Turms befand sich ein Laternenraum mit 48 Fenstern, in dem das Leuchtfeuer zunächst mit Pflanzenöl betrieben wurde.
Der Turm war ein 50 Meter hohes Mehrzweckgebäude und diente auf fünf Stockwerken als Kirche, Zufluchtsort bei Sturmfluten, Gefängnis, Eiskeller und Lagerraum für Strandgut. Um 1900 stand der schon beschädigte Turm weit im Wasser und wurde Ende 1914 vorgeblich aus militärischen Gründen gesprengt.
Wenige Jahre nach der Sprengung des Turms 1914 entstand die Idee, einen Turm für die Jugend zu errichten. 1932 wurde der Neue Westturm an einer anderen Stelle (etwa 900 Meter südlicher) nach dem Vorbild des Vorgängerturms neu errichtet. Er entstand bei einem freiwilligen Arbeitseinsatz des Oldenburger Turnerbunds. Der Ziegelsteinbau ist 56 Meter hoch und hat acht Stockwerke. Bei der Fertigstellung Pfingsten 1933 übernahmen sogleich die neuen Machthaber den Turm und nutzen ihn als Herberge für die Hitlerjugend. Nach dem Zweiten Weltkrieg wurde der Turm Jugendherberge des DJH, wobei 2005 neben dem Turm ein großzügiger Jugendherbergsneubau entstand.

#### Westturm als trigonometrischer Punkt
Der 50 Meter hohe Westturm von 1602 leistete wegen seiner Höhe im 18. sowie im 19. Jahrhundert wertvolle Dienste bei der Landesvermessung. Am Turm war ein trigonometrischer Punkt angebracht. In Verbindung mit anderen markanten Punkten auf Neuwerk und in Jever konnten mittels Triangulation Vermessungen durchgeführt werden. Diese damals noch neue Vermessungsmethode kam auf Wangerooge erstmals bei der Oldenburgischen Landvermessung um 1780 zur Anwendung. Bei der Vermessung des Königreichs Hannover durch die Gaußsche Landesaufnahme 1825 hielt sich der Geodät Carl Friedrich Gauß zu Messungen auf Wangerooge auf. Für eine weitere Vermessung diente der schon beschädigte Turm 1882 bei der Preußischen Landesaufnahme.
In Erinnerung an seine Vermessungsarbeiten wurde Gauß auf dem 10-DM-Schein der vierten Serie abgebildet. Auf der Rückseite wird unter anderem der Vermessungspunkt Wangeroog dargestellt (im Netzbild links oben als Insel zu erkennen). Die Darstellung erschien von 1989 bis 2001 auf etwa 300 Millionen Geldscheinen.

## Persönlichkeiten

### Auf Wangerooge geboren
- Carlo Regensdorff (1792–1879), Kaufmann und Mitbegründer des Österreichischen Lloyds
- Karl Alfred Wolken (1929–2020), Schriftsteller
- Harro Maass (* 1939), Illustrator und Maler

### Mit Wangerooge verbunden
- Lorenz Oken (1779–1851), deutscher Arzt, Naturforscher und Naturphilosoph, war von November 1806 bis April 1807 als Landphysikus und zu meeresbiologischen Untersuchungen auf Wangerooge.
- Heinrich Heine (1797–1856), flüchtete 1827 aus politischen Gründen für kurze Zeit von Norderney nach Wangerooge
- Hans Severus Ziegler (1893–1978), NS-Funktionär, Publizist, lange Zeit Lehrer auf dem Inselgymnasium
- Kurt Weigel (* 1950), Priester, Urlauberseelsorger und Buchautor, lebte von 1980 bis 1985 und von 1994 bis 2015 auf Wangerooge
- Gisela Karschuck, Fotomodell, Miss Germany 1962, lebt auf Wangerooge

## Wangerooge in der Literatur
- John Pearson: In dem die Filme ergänzenden Buch James Bond. The Authorised Biography[55] befand sich die Romanfigur James Bond zu Beginn des Zweiten Weltkriegs als Angehöriger der Royal Navy auf Wangerooge. Von einem U-Boot abgesetzt und im Sand eingegraben, sollte er einen U-Boot-Bunker beobachten, den es aber in der Realität auf Wangerooge nie gegeben hat.